# Хроника Великой Отечественной войны (июль 1944 года)

## 1 июля1944 года. 1106-й день войны
Выборгско-Петрозаводская операция (см. карту — Наступление советских войск на Карельском перешейке и в Южной Карелии (877 КБ)). Войска Карельского фронта в течение 1 июля продолжали наступление на Поросозерском и Сортавальском направлениях, продвинувшись за день на 10—20 километров. Балтийский флот приступил к проведению десантной операции на острова Выборгского залива (продолжалась до 10 июля, занято 16 островов).
Полоцкая операция (см. карту — Полоцкая наступательная операция (86 КБ)). 4-я ударная армия и 6-я гвардейская армия 1-го Прибалтийского фронта вышли с северо-востока и юга на подступы к городу Полоцк. С утра 1 июля дивизии 22-го и 23-го гвардейских стрелковых корпусов начали штурм города. 6-я гвардейская армия и 43-я армии, форсируя водные преграды и маневрируя в условиях лесисто-болотистой местности, продолжали наступление в западном и северо-западном направлениях, продвинувшись за день на 15—30 километров.
Минская операция (см. карту — Минская наступательная операция (106 КБ)). Войска 3-го Белорусского фронта, развивая наступление на Минском направлении, основными силами форсировали реку Березина на всем фронте наступления. Войска фронта расширили плацдарм на западном берегу реки Березина до 110 километров по фронту и на 35 километров в глубину. 11-я гвардейская армия, 31-я армия и 5-я гвардейская танковая армия к утру 1 июля, обходным манёвром с севера и юга, овладели городом Борисов.
Войска 2-го Белорусского фронта, преследуя отходящего противника, продвинулись за день на 18—30 километров.
Войска 1-го Белорусского фронта в течение 1 июля на Минском направлении вели упорные бои с вновь подошедшими танковыми частями противника и, продолжая одновременно наступление в северном направлении, овладели городом Червень. На Барановичском направлении войска фронта продвинувшись за день до 40 километров. В районе северо-западнее Бобруйск войска фронта закончили ликвидацию окружённых частей противника.
Совинформбюро. В течение 1 июля между ОНЕЖСКИМ и ЛАДОЖСКИМ озёрами наши войска продолжали вести наступательные бои, овладели районным центром Карело-Финской ССР ПРЯЖА, а также с боями заняли более 30 других населённый пунктов…
На ПОЛОЦКОМ направлении наши войска с боями продвигались вперёд и заняли более 150 населённых пунктов…
Войска 3-го БЕЛОРУССКОГО фронта, развивая успешное наступление, форсировали реку БЕРЕЗИНА на фронте в 110 километров и 1 июля штурмом овладели крупным узлом коммуникаций городом БОРИСОВ…
Западнее города МОГИЛЕВ войска 2-го БЕЛОРУССКОГО фронта, продолжая наступление, с боями заняли более 50 населённых пунктов…
Наши войска вышли к переправам через реку БЕРЕЗИНА у города БЕРЕЗИНО.
Северо-западнее и западнее города БОБРУЙСК войска 1-го БЕЛОРУССКОГО фронта, развивая успешное наступление, овладели районными центрами Минской области городом КОПЫЛЬ, городом КРАСНАЯ СЛОБОДА, ГРЕСК…

## 2 июля1944 года. 1107-й день войны
Выборгско-Петрозаводская операция (1944). Войска Карельского фронта, продолжая наступление на Шоресозерском и Сортавальском направлениях, продвинулись вперёд на 5—15 километров.
Полоцкая операция. 4-я ударная армия 1-го Прибалтийского фронта вела ожесточённые бои на северо-восточной окраине города Полоцк. 6-я гвардейская армия овладела южной половиной левобережной части Полоцка. 43-я армия продолжала наступление по лесисто-болотистой местности и овладела городом Докшице.
Минская операция. Войска 3-го Белорусского фронта развивали стремительное наступление на Минском направлении. Конно-механизированная группа овладела железнодорожной станцией Вилейка и перерезала железную дорогу Минск—Вильно. 5-я гвардейская танковая армия вышла в район Острошицкого Городка и передовыми отрядами завязала бои за северную и северо-восточную окраины Минска.
Войска 2-го Белорусского фронта, преследуя отходящего противника, продвинулись за сутки на 13—30 километров.
Войска 1-го Белорусского фронта продолжали наступление на Барановичском направлении и продвинулись вперёд на 10—25 километров. 1-й гвардейский танковый корпус, во взаимодействии с левофланговыми частями 3-й армии к исходу дня овладел городамиПуховичи и Марьина Горка. Конно-механизированная группа овладела городами Столбцы, Городея, Несвиж и перерезала железную дорогу Минск — Барановичи. Над группировкой противника нависла угроза окружения. Южнее, на реке Припять для содействия наступлению 61-й армии, катера Днепровской флотилии высадили Дорошевичинский десант.
Совинформбюро. В течение 2 июля между ОНЕЖСКИМ и ЛАДОЖСКИМ озёрами войска КАРЕЛЬСКОГО фронта, продолжая наступление, овладели районным центром Карело-Финской ССР СПАССКАЯ ГУБА…
Западнее и юго-западнее города ПОЛОЦК наши войска с боями продвигались вперёд и овладели районными центрами Вилейской области городом ШАРКОВЩИЗНА, ПЛИССА…
На МИНСКОМ направлении войска 3-го БЕЛОРУССКОГО фронта, развивая стремительное наступление, овладели областным центром Белорусской ССР городом и крупной железнодорожной станцией ВИЛЕЙКА, районным центром Минской области городом СМОЛЕВИЧИ, городом КРАСНОЕ…
На БАРАНОВИЧСКОМ направлении войска 1-го БЕЛОРУССКОГО фронта, продолжая успешное наступление, овладели районными центрами Барановичской области городом и крупной железнодорожной станцией СТОЛБЦЫ, городом ГОРОДЕЯ, городом НЕСВИЖ, районными центрами Минской области городом ЧЕРВЕНЬ, городом СТАРОБИН…

## 3 июля1944 года 1108-й день войны
Полоцкая операция. 4-я ударная армия 1-го Прибалтийского фронта наступала в обход Полоцка с северо-востока и перерезала железную дорогу Полоцк—Идрица. 6-я гвардейская армия овладела левобережной частью города Полоцк. Части армии, форсировав реку Западная Двина, вели ожесточённые уличные бои в правобережной части города Полоцк.
Минская операция. На рассвете 3 июля 2-й гвардейский танковый корпус генерала А. С. Бурдейного ворвался в Минск с северо-востока. Севернее Минска подошли части 5-й гвардейской танковой армии 3-го Белорусского фронта. С юго-востока в город вступил 1-й гвардейский танковый корпус М. Ф. Панова 1-го Белорусского фронта. Вслед за танковым корпусом М. Ф. Панова к окрестностям Минска подошла 3-я армия А. В. Горбатова. К исходу дня 3 июля Минск был полностью очищен от врага. Основная группа соединений 4-й армии немецких войск оказалась отрезанной от путей отхода и зажатой в кольце восточнее Минска.
Войска 2-го Белорусского фронта преследовали остатки разгромленных на рубеже реки Березина частей противника и продвинулись вперёд на 25—40 километров.
Войска 1-го Белорусского фронта на Барановичском направлении встретили возросшее сопротивление противника и продвинулись за день на 15—20 километров.
Совинформбюро. В течение 3 июля северо-западнее и западнее города Петрозаводск войска Карельского фронта с боями продвигались вперёд и заняли более 50 населённых пунктов…
Юго-западнее города ПОЛОЦК войска 1-го ПРИБАЛТИЙСКОГО фронта, продолжая развивать наступление, овладели районными центрами Вилейской области городом ГЛУБОКОЕ, городом ДОКШИЦЫ… Наши войска ворвались в город ПОЛОЦК, где завязали уличные бои.
Войска 3-го БЕЛОРУССКОГО фронта при содействии войск 1-го БЕЛОРУССКОГО фронта, в результате стремительно проведённой операции с глубоким обходным манёвром с флангов, 3 июля штурмом овладели столицей Советской Белоруссии городом МИНСК… Наши войска вплотную подошли к городу и железнодорожному узлу МОЛОДЕЧНО, где завязали бои на окраинах города…
На БАРАНОВИЧСКОМ направлении войска 1-го БЕЛОРУССКОГО фронта продолжали вести наступательные бои, овладели районным центром Минской области городом МАРЬИНА ГОРКА…

## 4 июля1944 года. 1109-й день войны
Полоцкая операция. 6-я гвардейская армия 1-го Прибалтийского фронта силами 23-го гвардейский стрелкового корпуса во взаимодействии с частями 22-го гвардейского стрелкового корпуса 4-й ударной армии овладела городом Полоцк.
Завершилась Полоцкая операция. Войска 1-го Прибалтийского фронта продвинулись за 6 суток на 120—130 км и овладели Полоцким узлом обороны противника.
4-я ударная армия с 4 июля передавалась в состав 2-го Прибалтийского фронта.
Минская операция. Войска 3-го Белорусского фронта продолжали развивать наступление к западу от Минска и продвинулись вперёд на 35 километров.
Войска 2-го Белорусского фронта продолжали наступление в западном направлении от реки Березина и продвинулись за сутки на 20—30 километров. В состав фронта вошла 3-я армия 1-го Белорусского фронта.
Войска 1-го Белорусского фронта продолжали наступление на Барановичском направлении и продвинулись за день на 15—20 километров.
4 июля завершилась Минская операция.
Ставка Верховного Главнокомандования. 4 июля командующему 2-м Прибалтийским фронтом направлена Директива Ставки Верховного Главнокомандования о подготовке и проведении наступления на двинском направлении.
Совинформбюро. В течение 4 июля северо-западнее и западнее города ПЕТРОЗАВОДСК войска КАРЕЛЬСКОГО фронта, продолжая наступление, с боями заняли более 40 населённых пунктов…
Войска 1-го ПРИБАЛТИЙСКОГО фронта, развивая наступление, 4 июля штурмом овладели городом и важным железнодорожным узлом ПОЛОЦК…
Войска 3-го БЕЛОРУССКОГО фронта, продолжая наступление, с боями заняли более 350 населённых пунктов и среди них районные центры Вилейской области — город РАДОШКОВИЧИ и КРИВИЧИ, районный центр Минской области город ЗАСЛАВЛЬ…
На БАРАНОВИЧСКОМ направлении войска 1-го БЕЛОРУССКОГО фронта продолжали вести наступательные бои, в ходе которых овладели районными центрами Минской области городом РУДЕНСК, городом УЗДА, районным центром Барановичской области городом КЛЕЦК…

## 5 июля1944 года. 1110-й день войны
Белорусская операция (1944). На втором этапе Белорусской стратегической наступательной операции (с 5 июля по 29 августа 1944 года) проведены: Вильнюсская операция, Шяуляйская операция, Белостокская операция, Люблин-Брестская операция, Каунасская операция и Осовецкая операция (см. карту — Операции по освобождению Белоруссии. 23 июня — 29 августа 1944 года (1,5 МБ)).
Вильнюсская операция. Началась Вильнюсская наступательная операция войск 3-го Белорусского фронта, продолжавшаяся до 20 июля 1944 года (см. карту — Вильнюсская операция (117 КБ)). 5 июля войска 3-го гвардейского кавалерийского корпуса совместно с частями 11-й гвардейской армии и 5-й гвардейской танковой армии очистили от противника Молодечно.
Белостокская операция. Началась Белостокская наступательная операция войск 2-го Белорусского фронта, продолжавшаяся до 27 июля 1944 года (см. карту — Белостокская операция (108 КБ)).
Войска 2-го Белорусского фронта в течение 5 июля продолжали движение в западном направлении, встречая слабое сопротивление противника, и вели бой с окружённой группировкой противника восточнее города Минск. 5 июля войска противника начали с боями продвигаться в западном, юго-западном и южном направлениях, стремясь пробиться в район Барановичей.
33-я армия 3-го Белорусского фронта отрезала противнику пути отхода на северо-запад и оттесняла врага на юг, в направлении Волмы. 50-я армия и 49-я армия 2-го Белорусского фронта продолжали наступление на запад и одновременно преграждали немцам пути отхода на юго-запад и юг.
1-й Белорусский фронт. Войска 1-го Белорусского фронта на Барановичском направлении в течение 5 июля продвинулись на 25 километров. 47-я армия, обнаружив отход противника в районе Ковель, с утра перешла в наступление и овладела восточной частью города Ковель.
Совинформбюро. В течение 5 июля войска КАРЕЛЬСКОГО фронта вели наступательные бои, в ходе которых овладели районным центром Карело-Финской ССР — САЛЬМИ и заняли несколько других населённых пунктов.
Войска 3-го БЕЛОРУССКОГО фронта 5 июля в результате стремительной атаки "владели городом и крупным железнодорожным узлом МОЛОДЕЧНО…
Юго-западнее и южнее города МИНСК наши войска с боями продвигались вперёд и заняли более 100 населённых пунктов… Восточнее города МИНСК наши войска уничтожали остатки окружённых соединений 12-го и 27-го армейских и 39-го танковых корпусов немцев.
На БАРАНОВИЧСКОМ направлении наши войска, преодолевая сопротивление противника, продолжали вести наступательные бои, в ходе которых заняли более 50 населённых пунктов…
В районе среднего течения реки ПРИПЯТЬ к западу от города МОЗЫРЬ наши войска овладели районным центром Полесской области городом ТУРОВ, узловой железнодорожной станцией СТАРУШКИ…

## 6 июля1944 года. 1111-й день войны
Вильнюсская операция. Войска 3-го Белорусского фронта основными силами наступали в общем направлении на Вильнюс (Вильно). 33-я армия и 31-я армия вели бои по уничтожению противника, окружённого в лесах юго-восточнее Минска.
Белостокская операция. Войска 2-го Белорусского фронта продолжали наступление в общем направлении на Новогрудок. 3-я армия основными силами форсировала реку Неман. 50-я армия и 49-я армия продолжали выдвижение в западном направлении и частью сил уничтожали окружённые группы противника в лесах юго-восточнее Минска.
1-й Белорусский фронт. Войска 1-го Белорусского фронта на Барановичском направлении вели наступательные бои с упорно обороняющимся противником. 47-я армия овладела городом Ковель.
Ставка Верховного Главнокомандования. 6 июля командующему 3-м Прибалтийским фронтом направлена Директива Ставки Верховного Главнокомандования о подготовке и проведении операции с целью разгрома псковско-островской группировки противника.
Совинформбюро. В течение 6 июля западнее города Петрозаводск войска Карельского фронта, преодолевая сопротивление и инженерные заграждения противника на лесных дорогах и межозёрных дефиле, продолжали вести наступательные бои и заняли несколько населённых пунктов…
Севернее и северо-западнее города ПОЛОЦК наши войска вели наступательные бои, в ходе которых заняли более 150 населённых пунктов…
Северо-западнее и западнее города МИНСК наши войска, развивая наступление, овладели районным центром Вилейской области СВИРЬ, районными центрами Барановичской области городом ВОЛОШИН, городом ИВЕНЕЦ…
Юго-западнее города МИНСК наши войска с боями продвигались вперёд и овладели районным центром Минской области городом ДЗЕРЖИНСК…
На Барановичском направлении наши войска, преодолевая сопротивление и контратаки противника, продолжали вести наступательные бои, в ходе которых овладели районным центром Барановичской области городом ЛЯХОВИЧИ…
В районе среднего течения реки ПРИПЯТЬ, к западу от города МОЗЫРЬ, наши войска овладели районным центром Полесской области городом и железнодорожной станцией ЖИТКОВИЧИ.
Войска 1-го БЕЛОРУССКОГО фронта 6 июля овладели важным опорным пунктом обороны немцев и крупным железнодорожным узлом — городом КОВЕЛЬ.

## 7 июля1944 года. 1112-й день войны
Вильнюсская операция. 3-й гвардейский механизированный корпус 3-го Белорусского фронта вышел на северную и юго-западную окраину города Вильнюс. 5-я армия вела бой на северной и восточной окраинах города. 33-я армия заканчивала уничтожение отдельных групп противника в лесах юго-восточнее Минска.
Белостокская операция. 3-я армия 2-го Белорусского фронта, преследуя отходившего противника в общем направлении на Новогрудок, главными силами закончила переправу через реки Неман и Уша. 50-я армия и 49-я армия наступали в западном направлении и продолжали уничтожение окружённых групп противника в лесах юго-восточнее и южнее города Минск.
1-й Белорусский фронт. 4-й гвардейский кавалерийский корпус 1-го Белорусского фронта, наступая в обход Барановичи с севера, встретил упорное сопротивление противника. 65-я армия, сломив сопротивление противника на рубеже реки Щара, продолжала наступление в направлении Барановичи и к исходу дня вела бои на юго-восточной и южной окраинах Барановичи.
Совинформбюро. В течение 7 июля к западу от города Петрозаводск наши войска с боями заняли несколько населённых пунктов и среди них Сарагора, Реккусельга, Колатсельга, Вагаярви.
Севернее и северо-западнее города ПОЛОЦК наши войска с боями продвигались вперёд и заняли более 30 населённых пунктов…
Северо-западнее и западнее города МИНСК наши войска, продолжая развивать наступление, овладели районными центрами Вилейской области городом ОШМЯНЫ и ОСТРОВЕЦ…
Юго-западнее города МИНСК наши войска, продолжая наступление, овладели районным центром Барановичской области городом МИР…
На БАРАНОВИЧСКОМ направлении наши войска, преодолевая сопротивление противника, продолжали вести наступательные бои, в ходе которых заняли более 50 населённых пунктов…
В районе среднего течения реки ПРИПЯТЬ, к западу от города МОЗЫРЬ, наши войска овладели районным центром Пинской области городом СТОЛИН…

## 8 июля1944 года. 1113-й день войны
Вильнюсская операция. 5-я армия 3-го Белорусского фронта ворвалась в город Вильнюс и вела уличные бои. Частью сил армия обошла город с юга. 5-я гвардейская танковая армия вела бой в центре города Вильнюс, овладев районом железнодорожной станции и городским аэродромом. 3-й гвардейский танковый корпус сражался на юго-западной окраине города Вильнюс. 3-й гвардейский механизированный корпус частью сил наступал в северо-восточной части города.
3-й гвардейский кавалерийский корпус ворвался в город Лида с севера, востока и юга и вёл уличные бои. 33-я армия в основном закончила ликвидацию окружённой группировки противника в районе юго-восточнее города Минск.
Белостокская операция. 3-я армия 2-го Белорусского фронта продолжала преследование отходящего на запад противника и овладела городами Любча, Новогрудок, Кореличи. 49-я армия ликвидировала остатки противника в районе юго-восточнее Минск.
В ночь на 8 июля окружённая группа противника под руководством командира 12-го армейского корпуса генерал-лейтенанта Мюллера предприняла попытку прорваться через реку Птичь в районе Самохваловичей. Но 121-й стрелковый корпус 50-й армии окончательно разбил её. Сам Мюллер сдался в плен. Мюллеру были предложены условия капитуляции остальных войск 4-й немецкой армии. Приняв их, он отдал 8 июля следующий приказ:

 «Солдатам 4-й армии, находящимся восточнее реки Птичь!
После недельных тяжёлых боев и маршей наше положение стало безвыходным… Наша боеспособность пала до минимума, и нет никакой надежды на снабжение. Русские, по сообщению Верховного Командования, стоят у города Барановичи. Последние пути… нам перерезаны. Нет никакой надежды выбраться отсюда нашими силами и средствами. Наши соединения беспорядочно рассеяны. Колоссальное число раненых брошено без всякой помощи». 
Сообщив далее об условиях капитуляции, выдвинутых советским командованием, генерал Мюллер приказал «немедленно прекратить борьбу». Этот приказ был доведён политорганами советских войск до окружённых немецких солдат. Началась массовая сдача в плен.
1-й Белорусский фронт. 65-я армия 1-го Белорусского фронта во взаимодействии с подвижными частями и частями 28-й армии к 4.00 овладела городом Барановичи.
Совинформбюро. В течение 8 июля к западу от города ПЕТРОЗАВОДСК наши войска с боями продвигались вперёд и заняли более 30 населённых пунктов…
На ВИЛЬНЮССКОМ направлении наши войска, развивая наступление, овладели районным центром Барановичской области городом ИВЬЕ, а также с боями заняли более 500 других населённых пунктов… Наши войска ворвались в город ВИЛЬНЮС, где завязали уличные бои.
Севернее города БАРАНОВИЧИ наши войска, продолжая наступление, овладели районными центрами Барановичской области ЛЮБЧА и ГОРОДИЩЕ…
Восточнее города МИНСК наши войска продолжали операцию по ликвидации окружённых частей противника. По предварительным данным, в ходе боёв с 4 по 7 июля в этом районе наши войска нанесли противнику следующие потери в живой силе и технике: УНИЧТОЖЕНО: танков — 56, орудий разного калибра — 219, миномётов — 208, пулемётов — 915, автомашин — 1.674. Противник оставил на поле боя свыше 28.000 трупов своих солдат и офицеров… ВЗЯТО В ПЛЕН 15.102 немецких солдат и офицеров… Бои по уничтожению отдельных разрозненных групп противника продолжаются.
Войска 1-го БЕЛОРУССКОГО фронта 8 июля овладели областным центром Белоруссии городом БАРАНОВИЧИ — важным железнодорожным узлом и мощным укреплённым районом обороны немцев. Войска фронта также с боями заняли более 50 других населённых пунктов…
К востоку от города ПИНСК наши войска вели наступательные бои, в ходе которых овладели населёнными пунктами МАЛЫЕ ОРЛЫ, БЕРЕЖНОЕ, БЕЛОУША, ГЛИНКА, ГОРОДНАЯ, ОСОВАЯ, ВИДИБОР и железнодорожными станциями ГОРЫНЬ, ВИДИБОР.

## 9 июля1944 года. 1114-й день войны
Выборгско-Петрозаводская операция (1944). Войска Карельского фронта продолжали наступление на Поросозерском и Сортавалском направлениях и продвинулись за день на 12—17 километров.
Войска Ленинградского фронта на Карельском перешейке после мощной артиллерийской подготовки и бомбовых ударов авиации перешли в наступление и полностью очистили от противника западный берег реки Вуокси. Советские войска под прикрытием дымовой завесы форсировали реку в районе Вуосалми и захватили плацдарм по фронту 5 километров и в глубину 1 километр.
Частью сил войска фронта вели бои за овладение островами в Выборгском заливе.
2-й Прибалтийский фронт. Войска левого крыла 2-го Прибалтийского фронта продолжали бои за захват и расширение плацдармов на правом берегу реки Дрисса.
1-й Прибалтийский фронт. 43-я армия 1-го Прибалтийского фронта, продолжая наступление на Двинском направлении, овладела городом Утена и перерезала шоссейную дорогу Каунас — Двинск.
Вильнюсская операция. 5-я гвардейская танковая армия и 3-й гвардейский механизированный корпус 3-го Белорусского фронта обошли Вильнюс с севера и юга и совместно с соединениями 5-й армии 9 июля окружили вражеский гарнизон. 5-я армия очистила от противника северо-западную, северную, восточную, южную часть города, включая железнодорожную станцию и городской аэродром, и продолжала бой в центральной и западной части города. Противник, стремясь деблокировать окружённую группировку, предпринял несколько контратак из районов Майшёголы и западнее Евье (Вевис). Одновременно пытался вырваться из окружения и гарнизон Вильнюса. Германское командование высадило парашютный десант в составе 600 человек в районе леса Погрудас (в 6 км западнее Вильнюса) с целью помочь вильнюсскому гарнизону вырваться из окружения. Однако все эти попытки оказались безуспешными.
3-й гвардейский кавалерийский корпус очистил от противника город Лида и удерживал его до подхода пехоты.
Белостокская операция. Войска 2-го Белорусского фронта продолжали преследование противника на Волковысском направлении и продвинулись за день на 20—25 километров. Часть сил 49-й армии и войска НКВД по охране тыла совместно с партизанами прочёсывали леса восточнее реки Птичи и очищали эту территорию Белоруссии от групп противника.
1-й Белорусский фронт. Войска правого крыла 1-го Белорусского фронта вышли на восточный берег реки Щара и частью сил форсировали реку. 9-й танковый корпус к 19.30 овладел восточной окраиной Слоним. На Пинском направлении войска фронта продолжали наступление и продвинулись за день на 20 километров.
2-й Украинский фронт. 52-я армия 2-го Украинского фронта в течение 9 июля отражала атаки пехоты противника с танками в районе севернее города Яссы.
Совинформбюро. В течение 9 июля к западу от города ПЕТРОЗАВОДСК наши войска с боями продвигались вперёд и заняли более 20 населённых пунктов…
Войска 1-го ПРИБАЛТИЙСКОГО фронта вели успешные наступательные бои, в ходе которых овладели районными центрами Вилейской области городом БРАСЛАВ, городом ВИДЗЕ, городом ПОСТАВЫ, уездным центром Литовской ССР городом СВЕНЦЯНЫ, железнодорожным узлом ЛЫНТУПЫ, городом ДРУЯ…
Войска 3-го БЕЛОРУССКОГО фронта овладели городом и крупным железнодорожным узлом ЛИДА… Наши войска продолжали вести уличные бои в городе ВИЛЬНЮС.
Восточнее города МИНСК войска 2-го БЕЛОРУССКОГО фронта продолжали уничтожение окружённых групп противника…
На ВОЛКОВЫССКОМ направлении войска 2-го БЕЛОРУССКОГО фронта, развивая наступление, овладели районными центрами Барановичской области городом НОВОГРУДОК и городом ДЯТЛОВО…
Западнее и юго-западнее города БАРАНОВИЧИ наши войска, продолжая наступление, с боями заняли более 70 населённых пунктов…
К востоку от города ПИНСК наши войска вели наступательные бои, в ходе которых заняли более 30 населённых пунктов…

## 10 июля1944 года. 1115-й день войны
Выборгско-Петрозаводская операция (1944). 7-я армия Карельского фронта 10 июля вышла к Лоймоле и заняла город Питкяранта. Но дальнейшее продвижение войск 7-й армии противнику удалось остановить. Фронт стабилизировался на рубеже Лоймола — Питкяранта.
Войска Ленинградского фронта на Карельском перешейке частью сил продолжали вести бои по расширению плацдарма на восточном берегу реки Вуокси в районе Вуосалми.
Режицко-Двинская операция. Началась Режицко-Двинская наступательная операция, продолжавшаяся до 27 июля. Войска 2-го Прибалтийского фронта, после артиллерийской и авиационной подготовки, во второй половине дня 10 июля перешли в наступление. Войска правого крыла фронта — 10-я гвардейская и 3-я ударная армии — наносили удар в общем направлении на Резекне, а левого крыла — 22-я и 4-я ударная армии — вдоль Западной Двины на Даугавпилс.
1-й Прибалтийский фронт. Войска 1-го Прибалтийского фронта продолжали наступление на Двинском направлении и продвинулись за день на 12—18 километров.
Вильнюсская операция. Части 5-й армии и 3-го гвардейского механизированного корпуса 3-го Белорусского фронта вели бои по уничтожению отдельных групп противника в городе Вильнюс.
Белостокская операция. Войска 2-го Белорусского фронта продолжали преследование противника на волковысском направлении и продвинулись за сутки на 20—40 километров. 49-я армия частью сил уничтожала разрозненные группы противника в районе южнее и юго-западнее Минска.
1-й Белорусский фронт. Части 1-го гвардейского танкового корпуса, 4-го гвардейского кавалерийского корпуса, 9-го танкового корпуса и 65-й армии 1-го Белорусского фронта овладели городом Слоним и отражали контратаки противника.
61-я армия овладела городом Лунинец, форсировала реку Стырь и вела бои за расширение плацдарма на северном берегу реки.
2-й Украинский фронт. 52-я армия 2-го Украинского фронта в течение 10 июля вела бои за восстановление положения в районе Стынка (12 километров севернее Яссы), но встретив упорное сопротивление противника, успеха не добилась.
Совинформбюро. В течение 10 июля войска КАРЕЛЬСКОГО фронта штурмом овладели городом ПИТКЯРАНТА…
Южнее и юго-западнее города ДВИНОК наши войска продолжали вести наступательные бои, в ходе которых овладели уездными центрами Литовской ССР городом НОВЫЕ СВЕНЦЯНЫ и городом УТЕНА…
Севернее, западнее и южнее города ВИЛЬНЮС наши войска, продолжая наступление, с боями заняли более 200 населённых пунктов… Наши войска окружили город ВИЛЬНЮС и вели бои по уничтожению противника в центре города.
Восточнее города МИНСК войска 2-го БЕЛОРУССКОГО фронта продолжали уничтожение окружённых групп противника…
Южнее города ЛИДА наши войска с боями продвигались вперёд и заняли более 80 населённых пунктов…
Войска 1-го БЕЛОРУССКОГО фронта форсировали реку ШАРА на участке протяжением 60 километров и овладели крупным узлом коммуникаций — городом СЛОНИМ …
Одновременно на ПИНСКОМ направлении войска 1-го БЕЛОРУССКОГО фронта овладели городом и крупным железнодорожным узлом ЛУНИНЕЦ…

## 11 июля1944 года. 1116-й день войны
Выборгско-Петрозаводская операция (1944). Войска Карельского фронта овладели станцией Суоярви, продвинувшись вперёд на 15 километров.
Войска Ленинградского фронта частью сил продолжали бои по расширению плацдарма на левом берегу реки Вуокси в районе Вуосилми, продвинувшись вперёд на 800 метров. 11 июля 1944 г. по указанию Ставки Верховного Главнокомандования войска Ленинградского фронта перешли к обороне.
3-й Прибалтийский фронт. Войска левого крыла 3-го Прибалтийского фронта, установив отход противника из района восточнее Пушкинские Горы, перешли в наступление и продвинулись вперёд на 5 километров.
Режицко-Двинская операция. Войска 2-го Прибалтийского фронта, преодолевая упорное сопротивление противника, оказываемое на промежуточных рубежах обороны, развивали наступление в направлениях Опочка, Идрица, овладели городом Кудеверь, продвинувшись за день на 5—15 километров.
1-й Прибалтийский фронт. Войска 1-го Прибалтийского фронта продолжали наступление в направлениях Двинск, Укмерге и продвинулись вперёд на 8—14 километров.
Вильнюсская операция. Войска 3-го Белорусского фронта продвинулись вперёд на 8—25 километров и овладели городами Тракай и Радунь. 5-я армия продолжала уничтожать оставшиеся очаги сопротивления противника в городе Вильнюс.
Белостокская операция. Войска 2-го Белорусского фронта вели напряжённые бои за расширение плацдарма на западном берегу реки Неман и Щара. 49-я армия частью сил продолжала уничтожение окружённого противника в районах южнее и юго-западнее города Минск.
1-й Белорусский фронт. Войска 1-го Белорусского фронта, продолжая наступление на Ружанском и Пинском направлениях, продвинулись за день на 20 километров.
Совинформбюро. В течение 11 июля севернее и северо-восточнее ПИТКЯРАНТА наши войска вели наступательные бои, в ходе которых заняли несколько населённых пунктов…
Северо-западнее города ПОЛОЦК наши войска с боями продвигались вперёд и заняли более 30 населённых пунктов…
Южнее и юго-западнее города ДВИНСК наши войска продолжали вести наступательные бои, в ходе которых заняли более 150 населённых пунктов…
Войска 3-го БЕЛОРУССКОГО фронта продолжали уничтожение разрозненных групп противника в центре города ВИЛЬНЮС.
Северо-западнее и юго-западнее города ВИЛЬНЮС наши войска, продолжая наступление, овладели районным центром Барановичской области ВОРОНОВО…
К югу от города ЛИДА наши войска с боями продвигались вперёд и заняли более 50 населённых пунктов…
Западнее и юго-западнее города БАРАНОВИЧИ наши войска, продолжая наступление, с боями заняли более 60 населённых пунктов…
На ПИНСКОМ направлении наши войска с боями продвигались вперёд и заняли несколько населённых пунктов…

## 12 июля1944 года. 1117-й день войны
Выборгско-Петрозаводская операция (1944). Войска Карельского фронта продолжали наступление в направлении Суоярви, продвинувшись вперёд на 10—12 километров.
Войска Ленинградского фронта на Карельском перешейке частью сил продолжали вести бои по расширению плацдарма на левом берегу реки Вуокси, в районе Вуссалми, продвинувшись за день на 0,5—1,5 километра.
3-й Прибалтийский фронт. Войска левого крыла 3-го Прибалтийского фронта продвинулись вперёд на 10—15 километров и овладели городом Пушкинские Горы.
Режицко-Двинская операция. Войска 2-го Прибалтийского фронта овладели городами Идрица, Дрисса, Россоно, продвинувшись за день на 15—20 километров.
1-й Прибалтийский фронт. Войска 1-го Прибалтийского фронта продолжали наступление в направлениях Двинск, Укмерге и продвинулись вперёд до 15 километров.
Вильнюсская операция. Войска 3-го Белорусского фронта продолжали наступление в направлениях Кошедары, Алитус, Пожече, продвинувшись вперёд на 6—30 километров. 5-я армия продолжала уничтожать оставшиеся очаги сопротивления противника в городе Вильнюс.
Белостокская операция. 50-я армия 2-го Белорусского фронта продолжала наступление на Волковысском направлении и форсировала реку Лебеда. 3-я армия форсировала в нескольких местах реку Зельвянка. 49-я армия заканчивала уничтожение разгромленных частей противника западнее и юго-западнее города Минск.
1-й Белорусский фронт. 48-я армия 1-го Белорусского фронта форсировала реку Зельвянка и овладела, во взаимодействии с частями 3-й армии 2-го Белорусского фронта, городом Зельва. 65-я армия овладела городом Ружаны и форсировала реку Зельвянка.
В ночь на 12 июля 1-я бригада речных кораблей Днепровской военной флотилии, приняв на борт стрелковый полк 397-й стрелковой дивизии, прорвалась на 16 километров за линию фронта и высадила десант на восточную окраину города Пинск. С рассветом противник пытался не допустить подвоза подкреплений на захваченный плацдарм, а затем уничтожить весь десант. При артиллерийской поддержке кораблей десантники отбили все атаки противника.
Совинформбюро. В течение 12 июля северо-западнее и западнее города КОНДОЛОГА наши войска заняли более 30 населённых пунктов… В северо-восточной части ЛАДОЖСКОГО озера наши войска очистили от противника острова ЛУНКУЛАН-САРИ, МАНТСИН-САРИ.
Войска 2-го ПРИБАЛТИЙСКОГО фронта, перейдя в наступление из района северо-западнее и западнее НОВОСОКОЛЬНИКОВ, прорвали оборону немцев и за два дня наступательных боёв продвинулись вперёд до 35 километров, расширив прорыв до 150 километров по фронту. В ходе наступления войска фронта овладели городом и крупным железнодорожным узлом ИДРИЦА…
Северо-западнее города ПОЛОЦК наши войска, форсировав реку ДРИССА, с боями продвигались вперёд и заняли более 60 населённых пунктов…
Юго-западнее города ДВИНСК наши войска продвигались вперёд и с боями заняли более 60 населённых пунктов…
Северо-западнее и юго-западнее города ВИЛЬНЮС наши войска, продолжая наступление, овладели уездным центром Литовской ССР городом ТРАКАЙ, районными центрами Барановичской области городом ВАСИЛИШКИ, РАДУНЬ… В городе ВИЛЬНЮС наши войска уничтожали окружённую группу противника в центре города.
Юго-западнее города ЛИДА наши войска с боями продвигались вперёд и заняли более 70 населённых пунктов…
Западнее и юго-западнее города БАРАНОВИЧИ наши войска, продолжая наступление, овладели районным центром Барановичской области городом ЗЕЛЬВА…
На ПИНСКОМ направлении наши войска с боями продвигались вперёд и заняли несколько населённых пунктов…

## 13 июля1944 года. 1118-й день войны
Выборгско-Петрозаводская операция (1944). Войска Карельского фронта овладели городом Суоярви.
3-й Прибалтийский фронт. Войска левого крыла 3-го Прибалтийского фронта очищали от противника восточный берег реки Великая и северный берег реки Шесть.
Режицко-Двинская операция. Войска 2-го Прибалтийского фронта наступали в направлениях Опочка, Себеж, Освея и продвинулись за день на 10—20 километров.
1-й Прибалтийский фронт. Войска 1-го Прибалтийского фронта продолжали наступление в направлениях Двинск, Укмерге. 6-я гвардейская армия, преодолевая сильное огневое сопротивление и отражая контратаки противника, продвинулась вперёд на 2—7 километров.
Вильнюсская операция. 5-я армия 3-го Белорусского фронта после шестидневных упорных боёв овладела городом Вильнюс. 11-я гвардейская армия правым флангом вышла на реку Неман. Попытки частей армии форсировать реку Неман отражались сильным огнём противника с западного берега. 29-й танковый корпус 5-й гвардейской танковой армии выдвигается в район Евье для уничтожения прорвавшегося противника.
Белостокская операция. Войска 2-го Белорусского фронта продолжали наступление в общем направлении на Белосток. 49-я армия закончила ликвидацию окружённой группировки противника южнее и юго-западнее Минск.
1-й Белорусский фронт. Войска 1-го Белорусского фронта продолжали наступление в направлении Гайновка, Пружаны, Пинск. 415-я стрелковая дивизия 61-й армии вела бой на юго-восточной окраине Пинск.
Львовско-Сандомирская операция. Началась Львовско-Сандомирская стратегическая наступательная операция войск 1-го Украинского фронта И. С. Конева, продолжавшаяся до 29 августа (см. карту — Львовско-Сандомирская операция (91 КБ)). На первом этапе операции (13—27 июля) проведены: Львовская, Станиславская фронтовые наступательные операции. На втором этапе (28 июля — 29 августа) — Сандомирская фронтовая наступательная операция.
Командование группы армий «Северная Украина», стремясь сохранить войска и боевую технику от огня советской артиллерии, приказало отвести войска на рава-русском направлении на вторую полосу обороны.
Обнаружив отход противника советские войска в ночь на 13 июля провели разведку боем силами разведывательных отрядов и утром 13 июля 3-я гвардейская армия и 13-я армия 1-го Украинского фронта перешли в наступление без артиллерийской и авиационной подготовки. Войска фронта продвинулись в направлении Владимир Волынский, Порыцк на 10—20 километров и расширили прорыв до 78 километров по фронту. Но с ходу занять вторую полосу обороны не удалось. Ожесточённые бои развернулись за город Горохов, превращённый противником в сильный узел сопротивления. Обходным манёвром с севера и юга советские войска овладели Гороховом и продолжали развивать наступление на запад.
Действия передовых батальонов 60-й армии и 38-й армии на львовском направлении 13 июля успеха не имели.
Совинформбюро. В течение 13 июля к западу от города КОНДОПОГА наши войска овладели районным центром Карело-Финской ССР городом СУОЯРВИ…
Западнее города НОВОРЖЕВ наши войска овладели районным центром Калининской области ПУШКИНСКИЕ ГОРЫ…
К северу и югу от города ИДРИЦА наши войска, продолжая наступление, с боями заняли более 100 населённых пунктов…
Северо-западнее города ПОЛОЦК наши войска овладели районным центром Витебской области городом ДРИССА…
Юго-западнее города ДВИНСК наши войска с боями продвигались вперёд и заняли более 100 населённых пунктов…
Войска 3-го БЕЛОРУССКОГО фронта 13 июля в результате пятидневных боёв уничтожили гарнизон немцев, окружённый в городе ВИЛЬНЮС, и освободили столицу Литовской советской республики от фашистских захватчиков…
К западу и юго-западу от города ВИЛЬНЮС наши войска, развивая наступление, с боями заняли более 250 населённых пунктов…
Юго-западнее города ЛИДА наши войска, продолжая наступление, овладели районным центром Барановичской области городом ЩУЧИН…
Западнее и юго-западнее города СЛОНИМ наши войска с боями продвигались вперёд и овладели районным центром Брестской области городом РУЖАНЫ…

## 14 июля1944 года. 1119-й день войны
Режицко-Двинская операция. Войска 2-го Прибалтийского фронта овладели городом Опочка.
1-й Прибалтийский фронт. Войска 1-го Прибалтийского фронта, преодолевая огневое сопротивление и контратаки противника на правом крыле, продолжали наступление в направлениях Двинск, Укмерге и продвинулись за день на 6—25 километров.
Вильнюсская операция. 11-я гвардейская армия и 31-я армия 3-го Белорусского фронта, развивая наступление в направлениях Каунас, Алитус, Гродно, форсировали реку Неман и овладели плацдармом на её левом берегу. 3-й гвардейский кавалерийский корпус завязал бой за северную окраину города Гродно. 5-я гвардейская танковая армия и 5-я армия вели бои по уничтожению прорвавшихся танков и пехоты противника в районе Евье и в лесах восточнее этого пункта.
Белостокская операция. 50-я армия 2-го Белорусского фронта форсировала на отдельных участках реку Неман и продолжала вести наступательные бои, отбивая контратаки противника. 3-я армия форсировала реку Россь и овладела городом Волковыск.
1-й Белорусский фронт. Войска 1-го Белорусского фронта продолжали наступление в направлениях Пружаны, Кобрин и форсировали реки Ясельда и Припять. 61-я армия, во взаимодействии с кораблями Днепровской речной военной флотилии, овладела городом Пинск.
Львовско-Сандомирская операция. С утра 14 июля в сражение были введены главные силы 3-й гвардейской армии и 13-й армии 1-го Украинского фронта с целью прорыва второй полосы обороны. Противник бросил в бой 16-ю и 17-ю танковые дивизии, которые неоднократно переходили в контратаки. Попытка советских войск с ходу прорвать вторую полосу не дала результатов.
В 16 часов после мощной артиллерийской и авиационной подготовки перешли в наступление ударные группировки 60-й армии П. А. Курочкина и 38-й армии К. С. Москаленко. Советские войска прорвали первую полосу обороны противника и продвинулись на глубину от 3 до 8 километров.
Совинформбюро. В течение 14 июля севернее города ИДРИЦА наши войска вели наступательные бои, в ходе которых заняли более 40 населённых пунктов… Наши войска ворвались в город ОПОЧКА, где завязали уличные бои.
Северо-западнее города ПОЛОЦК наши войска с боями продвигались вперёд и заняли более 20 населённых пунктов…
Северо-западнее и западнее города СВЕНЦЯНЫ наши войска вели наступательные бои, в ходе которых заняли более 70 населённых пунктов…
Северо-западнее и юго-западнее города ВИЛЬНЮС наши войска, продолжая наступление, с боями заняли более 60 населённых пунктов…
Юго-западнее города ЛИДА наши войска, развивая наступление, овладели районным центром Белостокской области городом СКИДЕЛЬ…
Войска 2-го БЕЛОРУССКОГО фронта 14 июля овладели городом и крупным железнодорожным узлом ВОЛКОВЫСК…
Западнее и юго-западнее города СЛОНИМ наши войска продолжали вести наступательные бои, в ходе которых заняли более 70 населённых пунктов…
Войска 1-го БЕЛОРУССКОГО фронта, форсировав реки ЯСЕЛЬДА и ПРИПЯТЬ, 14 июля, при поддержке Днепровской речной военной флотилии, штурмом овладели областным центром Советской Белоруссии городом ПИНСК…

## 15 июля1944 года. 1120-й день войны
Выборгско-Петрозаводская операция (1944). Войска Карельского фронта в течение 15 июля вели наступательные бои на Иломантском, Вяртсилском и Сортавалском направлениях, но встретив сильное сопротивление противника, существенного продвижения не имели.
Режицко-Двинская операция. Войска 2-го Прибалтийского фронта продолжали наступление в общем направлении на Резекне (Режица) и восточнее Себежа прорвали сильно укреплённый рубеж обороны противника «Рейер».
1-й Прибалтийский фронт. Войска 1-го Прибалтийского фронта встретили сильное сопротивление противника, который в течение дня предпринял ряд контратак, потеснил части 6-й гвардейской армии и овладел Анисимовиче (21 километр юго-восточнее Даугавпилса), Бейнары, Марцинковиче, Миколаюнце.
Вильнюсская операция. Войска 3-го Белорусского фронта продолжали наступать в направлениях Каунас, Сувалки и форсировать реку Неман. 11-я гвардейская армия овладела городом Алитус. 31-я армия вышла к государственной границе с Германией 1939 года. 3-й гвардейский кавалерийский корпус, отбивая контратаки противника, совместно с левофланговыми частями 31-й армии вёл бой за овладение Гродно.
Белостокская операция. Войска 2-го Белорусского фронта продолжали наступление в направлениях Гродно, Белосток. 3-я армия вела бои по расширению плацдарма на левом берегу реки Россь.
1-й Белорусский фронт. Войска 1-го Белорусского фронта, встречая возросшее сопротивление противника, наступали в общем направлении на Брест. 48-я армия форсировала реку Россь. Конно-механизированная группа и части 28-й армии обходили город Пружаны с северо-запада.
Львовско-Сандомирская операция. Войска правого крыла 1-го Украинского фронта с утра 15 июля после артиллерийской и авиационной подготовки продолжали наступление. К исходу дня северная ударная группировка фронта завершила прорыв тактической зоны обороны и продвинулась на 15—20 километров. В этот же день в бой была введена конно-механизированная группа генерала В. К. Баранова.
15 июля на львовском направлении противник силами 1-й, 8-й танковых дивизии и 14-й пехотной дивизии СС «Галичина» нанёс контрудар из района Плугов — Зборов по флангу ударной группировки фронта. Ему удалось потеснить соединения 38-й армии. Чтобы предотвратить срыв наступления 38-й армии, И. С. Конев направил в её полосу соединения 4-й танковой армии и артиллерийско-противотанковые резервы. 2-й воздушной армии было приказано нанести массированные удары бомбардировочной и штурмовой авиацией по танковой группировке немцев на участке этой армии.
Совинформбюро. В течение 15 июля северо-западнее и юго-западнее города ИДРИЦА наши войска вели наступательные бои, в ходе которых овладели городом ОПОЧКА…
Северо-западнее и западнее города СВЕНЦЯНЫ наши войска с боями продвигались вперёд и заняли более 80 населённых пунктов…
К западу и юго-западу от Вильнюса наши войска, развивая наступление, овладели уездным центром Литовской ССР городом и железнодорожной станцией АЛИТУС, а также с боями заняли более 70 других населённых пунктов… Наши войска вышли к реке Неман севернее и южнее города АЛИТУС на фронте в 120 километров и, форсировав на ряде участков реку, захватили плацдармы на её западном берегу.
К северу от города Волковыск наши войска, форсировав реку РОССЬ, с боями заняли на западном берегу реки несколько населённых пунктов…
Западнее и юго-западнее города Слоним наши войска, преодолевая сопротивление и контратаки противника, продолжали вести наступательные бои, в ходе которых заняли более 60 населённых пунктов…
Северо-западнее и западнее города Пинск наши войска, продолжая наступление, овладели районным центром Пинской области городом Логишин…

## 16 июля1944 года. 1121-й день войны
Режицко-Двинская операция. Войска 2-го Прибалтийского фронта форсировали реку Великая севернее Опочка и продолжали наступление в общем направлении на Резекне (Режица).
1-й Прибалтийский фронт. Войска 1-го Прибалтийского фронта закреплялись на достигнутых рубежах и частью сил правого крыла вели наступательные бои, но встретив упорное сопротивление противника, успеха не добились.
Вильнюсская операция. Войска 3-го Белорусского фронта
продолжали форсировать реку Неман и вели упорные бои за расширение захваченных плацдармов на западном берегу реки. Противник частями 6-й танковой дивизии, прикрывая подступы к городу Каунас, оказывал упорное сопротивление и неоднократно предпринимал сильные контратаки. 31-я армия овладела северной половиной города Гродно.
Белостокская операция. 50-я армия 2-го Белорусского фронта и 31-я армия 3-го Белорусского фронта, после трёхдневных боёв, штурмом овладели городом Гродно.
1-й Белорусский фронт. Войска 1-го Белорусского фронта продолжали наступление на Брестском направлении. 48-я армия форсировали реки Россь. 28-я армия, во взаимодействии с частями конно-механизированной группы, овладела городами Пружаны и Береза. 61-я армия, продолжая преследовать отходившего противника, с боями продвинулась за день до 30 километров и овладела городом Иваново (Янув).
Львовско-Сандомирская операция. 60-я армия 1-го Украинского фронта севернее Золочева прорвала оборону противника в глубину 18 км и на 4—6 км в ширину. В образовавшийся прорыв была введена 3-я гвардейская танковая армия П. С. Рыбалко. Узкая полоса прорыва (так называемый «колтовский коридор») и бездорожье вынуждали войска армии двигаться по одному маршруту, сплошной колонной. Противник обстреливал их с флангов артиллерийским и пулемётным огнём. 6-му гвардейскому танковому корпусу, находившемуся во втором эшелоне армии, при выходе из «коридора» пришлось развернуться, чтобы отразить контратаки врага из районов Колтова и Плугова.
Совинформбюро. В течение 16 июля западнее и юго-западнее города ОПОЧКА наши войска с боями продвигались вперёд и заняли более 80 населённых пунктов…
К западу от города ВИЛЬНЮС наши войска, продолжая наступление, с боями заняли более 60 населённых пунктов…
К западу и югу от города АЛИТУС наши войска продолжали вести успешные бои по расширению плацдармов на западном берегу реки НЕМАН, заняв при этом более 40 населённых пунктов.
Войска 3-го и 2-го БЕЛОРУССКИХ фронтов 16 июля, после трёхдневных боёв, штурмом овладели крупным железнодорожным узлом и важным укреплённым районом обороны немцев — городом и крепостью ГРОДНО.
Северо-западнее и западнее города ВОЛКОВЫСК наши войска вели наступательные бои, в ходе которых заняли более 30 населённых пунктов…
Западнее и юго-западнее города СЛОНИМ наши войска, продолжая наступление, овладели районным центром Брестской области БЕРЕЗА-КАРТУЗСКАЯ…
Северо-западнее и западнее города ПИНСК наши войска, развивая наступление, овладели районными центрами Пинской области городом ЯНОВ и ТЕЛЕХАНЫ…

## 17 июля1944 года. 1122-й день войны
Псковско-Островская операция. Началась Псковско-Островская наступательная операция войск 3-го Прибалтийского фронта И. И. Масленникова, продолжавшаяся до 31 июля (см. карту — Псковско-Островская операция (89 КБ) (недоступная ссылка)). Войска левого крыла фронта с утра 17 июля перешли в наступление в направлениях Остров, Яунлатгале и, сломив упорное сопротивление противника, продвинулись вперёд на 16—23 километра.
Режицко-Двинская операция. Войска 2-го Прибалтийского фронта, развивая наступление в общем направлении на Резекне (Режица), продвинулись за день на 20 километров, овладели городами Себеж и Освея.
1-й Прибалтийский фронт. 43-я армия 1-го Прибалтийского фронта на Паневежском направлении продвинулись вперёд на 10 километров. 6-я гвардейская армия с утра возобновила наступление в общем направлении на Двинск, но встретив упорное сопротивление и контратаки противника, успеха в продвижении не имела.
Вильнюсская операция. Войска 3-го Белорусского фронта, развивая наступление в направлениях Каунас, Сувалки, форсировали реку Неман на фронте 105 километров и вели бои по расширению плацдармов на западном берегу реки.
Белостокская операция. 50-я армия и 3-я армия 2-го Белорусского фронта продолжали наступление на Белостокском направлении и продвинулись вперёд на 10—20 километров. На центральном участке фронта войска встретили упорное сопротивление противника и успеха в продвижении не имели.
1-й Белорусский фронт. Войска 1-го Белорусского фронта продолжали наступление в общем направлении на Брест, продвинулись вперёд на 25 километров и овладели городами Свислочь и Дрогичин.
Львовско-Сандомирская операция. Утром 17 июля на правом крыле 1-го Украинского фронта была введена в прорыв 1-я гвардейская танковая армия М. Е. Катукова. 44-я гвардейская танковая бригада этой армии достигла Западного Буга, вброд форсировала его и овладела плацдармом в районе Доброчина. Передовые части 1-й гвардейской танковой армии пересекли государственную границу Советского Союза и 17 июля вступили на территорию Польши. Конно-механизированная группа овладела населёнными пунктами Каменка-Струмиловская, Деревляны. Войска фронта завязали уличные бои в городе Владимир Волынский.
На львовском направлении с утра 17 июля вслед за 3-й гвардейской танковой армией через «колтовский коридор» в сражение начала входить 4-я танковая армия Д. Д. Лелюшенко.
К исходу 17 июля два танковых корпуса 3-й гвардейской танковой армии подошли к реке Пелтеву и стали её форсировать в районе города Красное. В этот же день 6-й гвардейский танковый корпус во взаимодействии с частями 15-го стрелкового корпуса освободил город Золочев.
Противник сосредоточил южнее «колтувского коридора» крупные силы пехоты и танков и с утра 17 июля предпринял ряд контратак с целью ликвидировать образовавшийся прорыв и перехватить коммуникации 3-й гвардейской танковой армии.
Москва. 17 июля 1944 г. по центральным улицам Москвы под конвоем советских солдат прошли 57 600 немецких пленных, захваченных в Белоруссии.
Совинформбюро. Западнее и юго-западнее города ОПОЧКА наши войска, продолжая наступление, овладели районным центром Калининской области городом СЕБЕЖ…
Севернее города ДРИССА наши войска с боями продвигались вперёд и овладели районным центром Витебской области городом ОСВЕЯ…
Севернее и южнее города АЛИТУС наши войска продолжали вести бои по расширению плацдармов на западном берегу реки НЕМАН…
Северо-западнее и западнее города ВОЛКОВЫСК наши войска, развивая наступление, овладели районным центром Белостокской области городом СВИСЛОЧЬ…
На БРЕСТСКОМ направлении наши войска, продолжая наступление, овладели районными центрами Брестской области городом ПРУЖАНЫ и ШЕРЕШОВ, районным центром Пинской области городом ДРОГИЧИН…

## 18 июля1944 года. 1123-й день войны
Псковско-Островская операция. Войска левого крыла 3-го Прибалтийского фронта продолжали наступление в направлениях Остров, Яунлатгале и форсировали реку Синяя.
Режицко-Двинская операция. Войска 2-го Прибалтийского фронта, развивая наступление в направлении на Резекне (Режица), продвинулись за сутки до 20 километров и заняли Красногородское.
1-й Прибалтийский фронт. Войска 1-го Прибалтийского фронта закреплялись на достигнутых рубежах. 43-я армия частями центра вела наступательные бои.
Вильнюсская операция. Войска правого крыла и центра 3-го Белорусского фронта вели ожесточённые бои с контратакующими пехотой и танками противника на западном берегу реки Неман. 31-я армия продолжала наступление в направлении Сувалки и вышла на рубеж северный берег озера Аверис.
Группа армий «Север». 18 июля генерал Фриснер обратился в ставку с просьбой о разрешении отступить в Восточную Пруссию. Гитлер, приказав выделить Фриснеру подкрепления, потребовал от него во что бы то ни стало удержать Прибалтику.
Белостокская операция. Части 3-го гвардейского кавалерийского корпуса 2-го Белорусского фронта продолжали наступление в направлении на Августув и заняли Липск. 50-я армия на флангах отражала атаки противника в районе Гродно. В результате боя два стрелковых полка 42-й стрелковой дивизии отошли на восточный берег реки Неман. Противник выбил разведотряд 3-й армии из Мале-Озераны (7 километров юго-восточнее Крынки) и овладел этим населённым пунктом.
Люблин-Брестская операция. Началась Люблин-Брестская наступательная операция войск 1-го Белорусского фронта, продолжавшаяся до 2 августа 1944 года (см. карту — Люблин-Брестская операция (110 КБ)). Войска левого крыла фронта с утра 18 июля перешли в наступление западнее Ковеля и продвинулись вперёд до 13 километров.
Войска правого крыла фронта продолжали развивать наступление на Брестском направлении. 65-я армия овладела городом Гайновка.
Львовско-Сандомирская операция. 3-я гвардейская армия 1-го Украинского фронта к исходу 18 июля завязала бои за Владимир-Волынск. 13-я армия Н. П. Пухова форсировала Западный Буг и достигла рубежа Крыстынополь — Селец-Белски. 1-я гвардейская танковая армия переправлялась на захваченный в районе Доброчина плацдарм и отражали контратаки противника. Конно-механизированная группа В. К. Баранова заняла Деревляны и отрезала пути отхода на запад бродской группировке противника.
3-я гвардейская танковая армия, отражая контратаки противника, форсировала реку Пелтев и продолжала обходить противника с юго-запада. К исходу дня части армии соединилась с конно-механизированной группой В. К. Баранова, завершив окружение бродской группировки противника в составе восьми дивизий.
4-я танковая армия совместно с 60-й армией отражала вражеские контратаки южнее Золочева. К исходу 18 июля 10-й гвардейский танковый корпус армии вышел в район Олынаницы, глубоко охватив танковую группировку врага с юга.
Совинформбюро. В течение 18 июля западнее и юго-западнее города ОПОЧКА наши войска продолжали вести наступательные бои, в ходе которых овладели районным центром Калининской области КРАСНОГОРОДСКОЕ…
Северо-западнее и западнее города ДРИССА наши войска, развивая наступление, с боями заняли более 150 населённых пунктов…
Севернее и южнее города АЛИТУС наши войска продолжали вести бои по расширению плацдармов на западном берегу реки НЕМАН и заняли несколько населённых пунктов.
Северо-западнее и западнее города ВОЛКОВЫСК наши войска с боями заняли более 40 населённых пунктов…
На БРЕСТСКОМ направлении наши войска, развивая наступление, овладели районными центрами Брестской области городом и железнодорожным узлом ГАЙНОВКА и городом АНТОПОЛЬ…
Войска 1-го УКРАИНСКОГО фронта, перейдя в наступление, при поддержке массированных ударов артиллерии и авиации прорвали сильную, глубоко эшелонированную оборону немцев на ЛЬВОВСКОМ направлении и за три дня наступательных боёв продвинулись в глубину до 50 километров, расширив прорыв до 200 километров по фронту. В ходе наступления войска фронта овладели районными центрами Волынской области городами ПОРИЦК, ГОРОХОВ и ЛОВКАЧИ районными центрами Львовской области городами РАДЗЕХОВ, БРОДЫ, ЗОЛОЧЕВ, БУСК, КАМЕНКА, городом и крупным железнодорожным узлом КРАСНОЕ…

## 19 июля1944 года. 1124-й день войны
Псковско-Островская операция. Войска левого крыла 3-го Прибалтийского фронта вышли к промежуточному рубежу обороны немцев — к реке Льжа. Используя подручные средства, передовые части форсировали реку Льжа и во второй половине дня вели бои за расширение захваченных плацдармов.
Режицко-Двинская операция. Войска 2-го Прибалтийского фронта подошли к рубежу обороны противника проходящему по реке Льжа. К 19 июля войска 2-го и 3-го Прибалтийских фронтов вступили в пределы Латвии на всем протяжении её восточной границы.
1-й Прибалтийский фронт. С 15 по 19 июля войска 1-го Прибалтийского фронта осуществляли перегруппировку и продолжали бои на отдельных участках. В это время в состав фронта из Резерва Верховного Главнокомандования прибыли 2-я гвардейская армия П. Г. Чанчибадзе и 51-я армия Я. Г. Крейзера.
43-я армия вышла к оборонительному рубежу противника по реке Швянтойи и с ходу захватила плацдарм в районе Сведасай.
Вильнюсская операция. Войска 3-го Белорусского фронта на правом крыле вели бои с целью выхода к реке Свента; в центре отражали контратаки противника, стремившегося отбросить наши части на восточный берег реки Неман; на левом крыле продолжали вести бои по расширению плацдарма на западном берегу реки Неман.
Противник, стремясь задержать наступление войск фронта, основные усилия направляет на удержание рубежа по рекам Свента и Неман. С этой целью он перебросил с других направлений и подтянул из глубины пять пехотных дивизий, шесть танковых дивизий, две пехотных бригады, двадцать пять отдельных полков и пятнадцать отдельных пехотных и специальных батальонов.
Белостокская операция. Войска левого крыла 2-го Белорусского фронта продолжали наступление на Белостокском направлении. 3-я армия форсировала реку Свислочь.
Люблин-Брестская операция. 61-я армия 1-го Белорусского фронта, форсировав реку Мухавец, завязала бой на восточной окраине Кобрин. 70-я армия, наступая в направлении Малорыта, форсировала реку Выжувка и овладела Ратно. 8-я гвардейская армия, преследуя отходившего противника, овладела городом Любомль. В прорыв введён 11-й танковый корпус.
Львовско-Сандомирская операция. 1-я гвардейская танковая армия 1-го Украинского фронта сломила сопротивление противника на Западном Буге и начала преследовать его разбитые части, продвигаясь за сутки на 30—35 километров. Южнее наступала конно-механизпрованная группа генерала Баранова.
И. С. Конев приказал 3-й гвардейской и 4-й танковым армиям совершить обходный манёвр с северо-запада и юга и к исходу 20 июля овладеть Львовом.
Совинформбюро. Войска 3-го ПРИБАЛТИЙСКОГО фронта, форсировав реку ВЕЛИКАЯ, прорвали сильно укреплённую, развитую в глубину оборону немцев южнее города ОСТРОВ и за два дня наступательных боёв продвинулись вперёд до 40 километров, расширив прорыв до 70 километров по фронту…
В течение 19 июля западнее и юго-западнее города ОПОЧКА наши войска продолжали вести наступательные бои, в ходе которых заняли более 100 населённых пунктов…
Северо-западнее и западнее города ДРИССА наши войска с боями заняли более 80 населённых пунктов…
Севернее и южнее города АЛИТУС наши войска, отбивая контратаки пехоты и танков противника, продолжали вести бои по расширению плацдармов на западном берегу реки НЕМАН.
К западу от города ВОЛКОВЫСК наши войска, форсировав реку СВИСЛОЧЬ, с боями заняли несколько населённых пунктов…
На БРЕСТСКОМ направлении наши войска с боями продвигались вперёд и овладели районным центром Брестской области городом и железнодорожной станцией КЛЕЩЕЛИ…
На ЛЬВОВСКОМ направлении наши войска, продолжая наступление, овладели районными центрами Львовской области городом СОКАЛЬ, городом МОСТЫ ВЕЛИКИЕ… В районе севернее и южнее города СОКАЛЬ наши войска форсировали реку ЗАПАДНЫЙ БУГ.
Наши войска в районе западнее города БРОДЫ завершили окружение группировки противника в составе 4—5 дивизий.

## 20 июля1944 года. 1125-й день войны
Псковско-Островская операция. Войска левого крыла 3-го Прибалтийского фронта продолжали наступление в направлении Яунлатгале и перерезали шоссе Остров—Резекне севернее Аугшпилс.
Режицко-Двинская операция. Войска 2-го Прибалтийского фронта во второй половине дня 20 июля перешли в наступление на прежнем направлении, но встретив упорное сопротивление противника, успеха не добились.
Шяуляйская операция. Началась Шяуляйская наступательная операция войск 1-го Прибалтийского фронта, продолжавшаяся до 30 июля (см. карту — Шяуляйская операция (82 КБ)). Утром 20 июля 51-я армия и 2-я гвардейская армия перешли в наступление и прорвали оборону противника. 43-я армия перерезала железную дорогу Двинск—Паневежис.
Вильнюсская операция. 39-я армия 3-го Белорусского фронта продолжала наступление в направлении Укмерге. На западном берегу реки Неман войска фронта на отдельных участках отражали контратаки пехоты и танков противника.
Завершилась Вильнюсская операция. Войска 3-го Белорусского фронта продвинулись на глубину до 210 км со средним темпом 13—16 км в сутки. В результате проведения Вильнюсской операции были созданы благоприятные условия для выхода к границам Восточной Пруссии.
Белостокская операция. Войска правого крыла 2-го Белорусского фронта вели упорные бои с контратаковавшими танками и пехотой противника в районе северо-западнее Гродно, а на левом крыле наступали в направлении Белосток.
Люблин-Брестская операция. Войска 1-го Белорусского фронта продолжали развивать наступление в направлениях Бельск, Брест, Влодава, Холм. 61-я армия овладела городом Кобрин. 47-я армия главными силами вышла на восточный берег реки Западный Буг и на левом фланге частью сил форсировала реку. Передовой отряд 2-го гвардейского кавалерийского корпуса переправился через реку Западный Буг и овладел Малоземце. 8-я гвардейская армия, очистив от противника восточный берег реки Западный Буг, захватила исправную переправу в районе Опалин, форсировала реку и вела бой за расширение плацдарма в центре Свеже. 69-я армия главными силами вышла на восточный берег реки Западный Буг и передовыми отрядами с хода форсировала реку.
Львовско-Сандомирская операция. Войска 1-го Украинского фронта овладели городами Владимир Волынский, Рава Русская, Глиняны, Перемышляны. В районах восточнее Каменка Струмилова и Белый Камень войска фронта частью сил вели бои по уничтожению окружённых частей Бродской группировки противника.
Конно-механизированная группа генерала В. К. Баранова вместо стремительного броска на запад вела фронтальные бои за Жолкев.
3-я гвардейская танковая армия и 4-я танковая армия
в боях на северных и юго-восточных подступах ко Львову успеха не имели. Их тылы из-за сильных дождей, размывших дороги, отстали, и они не могли пополнить запасы боеприпасов и горючего. Отстала также и артиллерия.
3-я гвардейская танковая армия П. С. Рыбалко, вместо глубокого обхода Львова с запада, наступала на город прямо по дороге Красное — Львов, упёрлась в торфяное болото северо-восточнее города и ввязалась в затяжные бои за проходы на подступах к Львову.
С выходом танковых армий на ближние подступы ко Львову создалась угроза флангу и тылу группировки противника, действовавшей восточнее Станислава. Немецкое командование перебросило часть сил со Станиславского направления на львовское, вражеская оборона перед фронтом 1-й гвардейской и 18-й армий была ослаблена.
20 июля. 20 июля в ставке «Вольфшанце», близ Растенбурга (Восточная Пруссия), было совершено покушение на Гитлера.
Совинформбюро. В течение 20 июля к югу от города ОСТРОВ наши войска с боями продвигались вперёд и заняли более 30 населённых пунктов…
К северу от города ДРУЯ наши войска продолжали вести наступательные бои, в ходе которых заняли несколько населённых пунктов…
Севернее и западнее города УТЕНА наши войска с боями заняли более 80 населённых пунктов… Наши войска перерезали железную дорогу ДВИНСК — ПАНЕВЕЖИС.
К западу от города ВОЛКОВЫСК наши войска с боями заняли несколько населённых пунктов…
На БРЕСТСКОМ направлении наши войска, развивая наступление, овладели городом и крупной железнодорожной станцией КОБРИН, узловой железнодорожной станцией ЧЕРЕМХА…
Войска 1-го БЕЛОРУССКОГО фронта, перейдя в наступление из района КОВЕЛЯ, прорвали сильно укреплённую оборону немцев и за три дня наступательных боёв продвинулись вперёд до 50 километров, расширив прорыв до 150 километров по фронту. В ходе наступления войска фронта овладели районными центрами Волынской области городом ЛЮБОМЛЬ, городом РАТНО, городом ТУРИЙСК, городом МАЦЕЕВ, ЗАБОЛОТЬЕ, ГОЛОВНО… Наши войска вышли к реке ЗАПАДНЫЙ БУГ.
Войска 1-го УКРАИНСКОГО фронта, развивая успешное наступление, 20 июля штурмом овладели городами и крупными железнодорожными узлами ВЛАДИМИР ВОЛЫНСКИЙ и РАВА РУССКАЯ…
Западнее города БРОДЫ наши войска вели бои по уничтожению окружённой группировки противника и, сжимая кольцо окружения, заняли населённые пункты АДАМЫ, СОКОЛОВКУ, КОНТЫ, ЮШКОВИЦЫ, ОЛЕСКО. Наши войска отбили все попытки противника пробиться из окружения и нанесли ему большие потери в живой силе и технике.

## 21 июля1944 года. 1126-й день войны
Выборгско-Петрозаводская операция (1944). 32-я армия Карельского фронта вышла на советско-финскую границу в районе восточнее Ленгонвары.
Псковско-Островская операция. Войска левого крыла 3-го Прибалтийского фронта овладели мощным опорным пунктом обороны немцев городом Остров.
Режицко-Двинская операция. Войска 2-го Прибалтийского фронта продолжали наступление в общем направлении на Резекне.
Шяуляйская операция. 51-я армия 1-го Прибалтийского фронта продолжала вести наступательные бои и продвинулась вперёд на 25 километров. 2-я гвардейская армия, отбив контратаки противника из района Коварск, продвинулась на 6—10 километров.
3-й Белорусский фронт. Войска 3-го Белорусского фронта, отбивая атаки противника укрепляли захваченные плацдармы на западном берегу реки Неман.
Белостокская операция. Войска правого крыла 2-го Белорусского фронта вели напряжённые бои с контратакующим противником северо-западнее города Гродно. В центре и на левом крыле фронта войска продолжали наступление в направлении Белосток. 3-я армия овладела городом Крынки.
Люблин-Брестская операция. Войска 1-го Белорусского фронта продолжали наступление в направлениях Бельск, Брест, Влодава, Холм, овладели городом Семятичи, продвинувшись за день на 20 километров. На Холмском направлении наши войска главными силами ударной группы левого крыла форсировали реку Западный Буг на фронте 60 километров и, сломив сопротивление противника на западном берегу реки, продвинулись вперёд на 3—20 километров.
Львовско-Сандомирская операция. Войска 1-го Украинского фронта развивали успешное наступление в направлениях Ярослав, Львов, Станислав и продвинулись вперёд на 15—40 километров. В районе Белый Камень войска фронта частью сил продолжали уничтожать части окружённой Бродской группировки противника.
21 июля И. С. Конев приказал 3-й гвардейской танковой армии не ввязываться в затяжные бои за Львов, а обходить его с северо-запада. 4-й танковой армии было приказано обойти Львов южнее, 60-й армии — нанести удар с востока. 38-я армия должна была продолжать наступление от Перемышлян на южную окраину Львова.
С утра 21 июля 1-я гвардейская армия А. А. Гречко перешла в наступление в направлении на Станислав. К исходу дня войска армии вышли на реку Золотую Липу.
Совинформбюро. На КАРЕЛЬСКОМ фронте к северу и западу от города СУОЯРВИ наши войска вели наступательные бои, в ходе которых заняли более 40 населённых пунктов…
Войска 3-го ПРИБАЛТИЙСКОГО фронта в результате умелого обходного манёвра, в сочетании с фронтальной атакой, 21 июля штурмом овладели крупным узлом коммуникаций и мощным опорным пунктом обороны немцев — городом ОСТРОВ…
На БРЕСТСКОМ направлении наши войска с боями продвигались вперёд и овладели районным центром Брестской области ДИВИН, районным центром Волынской области ШАЦК…
Западнее города ЛЮМОБЛЬ наши войска форсировали реку ЗАПАДНЫЙ БУГ на фронте в 60 километров и, сломив сопротивление противника на западном берегу реки, продвинулись вперёд до 15 километров… Наши войска перерезали железную дорогу и шоссе БРЕСТ — ХОЛМ.
Западнее и юго-западнее города ВЛАДИМИР ВОЛЫНСКИЙ наши войска, продолжая наступление, овладели районным центром Волынской области городом УСЬТИЛУГ…
На ЛЬВОВСКОМ направлении наши войска продолжали вести успешные наступательные бои, в ходе которых заняли более 100 населённых пунктов…
Юго-западнее города БРОДЫ наши войска вели бои по уничтожению окружённой группировки противника…
Юго-западнее города ТАРНОПОЛЬ наши войска, сломив сопротивление противника, овладели районными центрами Тарнопольской области городом и железнодорожной станцией БУЧАЧ, КОЗОВА, ЗОЛОТНИКИ…

## 22 июля1944 года. 1127-й день войны
Псковско-Островская операция. Войска правого крыла 3-го Прибалтийского фронта, обнаружив отход противника на псковском направлении, в 3.00 22 июля перешли в наступление и к исходу дня овладели восточной частью города Псков по реке Великая (см. карту — Бои за Псков (49 КБ)). В центре и на левом фланге войска фронта продолжали наступление в общем направлении на Гулбенэ и овладели городом Яунлатгале.
Режицко-Двинская операция. Войска 2-го Прибалтийского фронта, наступая в направлениях Резекне (Режица), Даугавпилс (Двинск), продвинулись за день до 18 километров и танковыми частями перерезали шоссейную дорогу Резекне—Даугавпилс.
Шяуляйская операция. 51-я армия 1-го Прибалтийского фронта в результате стремительной атаки пехоты и танковых соединений, 22 июля овладела городом Паневежис (Поневек), продвинувшись вперёд до 30 километров.
3-й Белорусский фронт. Войска 3-го Белорусского фронта продолжали закрепляться на достигнутых рубежах и на отдельных участках вели наступательные бои с целью улучшения своего положения.
Белостокская операция. Войска правого крыла 2-го Белорусского фронта отражали контратаки пехоты и танков противника в районе северо-западнее Гродно; в центре и на левом крыле продолжали наступление в направлении Белосток.
Люблин-Брестская операция. Войска 1-го Белорусского фронта развивали наступление на Брестском и Люблинском направлениях. 69-я армия продвинулась вперёд до 25 километров и овладела городом Хелм (Холм). С утра 22 июля в полосе 8-й гвардейской армии в прорыв была введена 2-я танковая армия С. И. Богданова. Стремительно продвигаясь в направлении Люблин и уничтожая на своём пути узлы сопротивления противника, армия частью сил вышла на восточный берег реки Вепш.
Львовско-Сандомирская операция. Войска 1-го Украинского фронта продолжали наступление на Ярославском, Львовском и Станиславском направлениях. Передовые танковые части вышли к реке Сан в районе северо-восточного Ярослава.
4-я танковая армия обходила Львов с юга, имея задачу наступать на Самбор, чтобы не допустить отхода противника на юго-запад. Д. Д. Лелюшенко решил частью сил ворваться во Львов. На рассвете передовые части армии подошли к южной окраине Львова и завязали уличные бои. К исходу 22 июля главные силы армии вступили в бой на южной окраине города. 10-й гвардейский танковый добровольческий корпус Е. Е. Белова ворвался в город, но немцам удалось отсечь его от остальных сил армии.
С наступлением темноты 22 июля 3-я гвардейская танковая армия начала обходить Львов с севера.
22 июля окружённая Бродская группировка противника была полностью разгромлена. В ходе боёв было уничтожено более 38 тыс. вражеских солдат и офицеров и взято в плен 17 175 человек.
Совинформбюро. В течение 22 июля на КАРЕЛЬСКОМ фронте к северо-западу от города СУОЯРВИ наши войска с боями заняли несколько населённых пунктов… В районе ЛОНГОНВАРА наши войска вышли на нашу государственную границу с Финляндией.
Войска 3-го ПРИБАЛТИЙСКОГО фронта, продолжая наступление, овладели уездным центром Латвийской ССР городом и железнодорожным узлом ЯУНЛАТГАЛЕ… Наши войска ворвались в город ПСКОВ, где завязали уличные бои.
На ДВИНСКОМ направлении наши войска вели успешные наступательные бои, в ходе которых овладели городом КРАСЛАВА…
Войска, 1-го ПРИБАЛТИЙСКОГО фронта, в результате стремительной атаки пехоты и танковых соединений, 22 июля овладели городом и крупным узлом коммуникаций ПАНЕВЕЖИС (ПОНЕВЕЖ)…
К югу от города ГРОДНО наши войска с боями продвигались вперёд и овладели районным центром Белостокской области городом КРЫНКИ…
На БРЕСТСКОМ направлении наши войска, развивая наступление, овладели районными центрами Брестской области городом СЕМЯТИЧИ, городом КАМЕНЕЦ…
Войска 1-го БЕЛОРУССКОГО фронта 22 июля штурмом овладели городом и крупным железнодорожным узлом ХЕЛМ (ХОЛМ)…
Юго-западнее города ВЛАДИМИР ВОЛЫНСКИЙ наши войска, продолжая наступление, овладели городом ТОМАШУВ…
К западу и югу от города РАВА РУССКАЯ наши войска, развивая успешное наступление, овладели районными центрами Львовской области городом ЛЮБАЧЕВ, городом НЕМИРОВ, городом МАГЕРОВ, ГОРИНЕЦ…
Юго-западнее города БРОДЫ наши войска завершали уничтожение окружённой группировки противника…
Юго-западнее города ТАРНОПОЛЬ наши войска, развивая успешное наступление, овладели районными центрами Тарнопольской области городом БЕРЕЖАНЫ, городом ПОДГАЙЦЫ, городом МОНАСТЫРИСКА, КОРОПЕЦ, ЗОЛОТОЙ ПОТОК…
ИТОГИ ВОЕННЫХ ДЕЙСТВИЙ ВОЕННО-МОРСКОГО ФЛОТА СССР ЗА ПЕРИОД С 22 ИЮНЯ 1941 г. ПО 22 ИЮЛЯ 1944 г.
…За 37 месяцев Отечественной войны Военно-Морской Флот СССР потопил у немцев и их сателлитов: крейсеров вспомогательных — 1, броненосцев береговой обороны — 2, миноносцев — 37, подводных лодок — 50, минных заградителей — 3, тральщиков — 129, сторожевых кораблей — 137, мониторов — 2, канонерских лодок — 12, торпедных катеров — 79, сторожевых катеров — 288, транспортов — 850, вспомогательных кораблей — 89, барж самоходных — 392, мелких судов — 766…

## 23 июля1944 года. 1128-й день войны
Псковско-Островская операция. В ночь на 23 июля войска 3-го Прибалтийского фронта форсировали реку Великую севернее и южнее города Псков и к утру завершили его освобождение.
Режицко-Двинская операция. Войска 2-го Прибалтийского фронта, наступая в общем направлении на Мадона, продвинулись на 15—25 километров и овладели городами Карсава, Лудза.
Шяуляйская операция. Войска 1-го Прибалтийского фронта продолжали наступление в направлениях Даугавпилс, Шяуляй и продвинулись на 8—15 километров.
Группа армий «Север». 23 июля Гитлер сместил Фриснера и назначил на пост командующего войсками группы армий «Север» Шернера.
3-й Белорусский фронт. Войска 3-го Белорусского фронта укрепляли занимаемые позиции и на отдельных участках вели бои с целью улучшения положения. 39-я армия наступала в направлении Укмерге и частью сил форсировала реку Свента, обходя Укмерге с севера и юга.
Белостокская операция. 50-я армия 2-го Белорусского фронта вела наступательные бои в районе северо-западнее Гродно. 3-я армия, наступая в направлении Белосток, продвинулась за день на 10—15 километров. Противник, минируя дороги и взрывая мосты, с боями отошёл на внешний Белостокский обвод по рекам Супрасль, Плоска, Бакунувка. Во второй половине дня 49-я армия отбивала атаки частей немецкой 19-й танковой дивизии в направлении на Кузница.
Люблин-Брестская операция. 65-я армия 1-го Белорусского фронта вела бой с противником, наступавшим из района Бельск и из района Нурец в направлении Клещели. В результате напряжённого боя, противнику удалось прорвать боевые порядки 15-й стрелковой дивизии и выйти в район северо-западнее Клещели. Одновременно группе танков, наступавшей из района Нурец, удалось прорваться в район Клещели. Части конно-механизированной группы, занимавшие плацдарм на левом берегу Западного Буга, в результате контратак противника, отошли на правый берег реки. 8-я гвардейская армия форсировала реку Вепш и совместно с частями 2-й танковой армии овладела городом Люблин. Командование 2-й танковой армией после ранения генерала С. И. Богданова принял генерал А. И. Радзиевский.
Львовско-Сандомирская операция. 13-я армия и 1-я гвардейская танковая армия 1-го Украинского фронта вышли на реку Сан в районе города Ярослава. 3-я гвардейская армия к исходу 23 июля достигла лишь рубежа Войславице — Гродыславице. В результате между 3-й гвардейской и 13-й армиями образовался большой разрыв. И. С. Конев приказал конно-механизированной группе генерала Соколова прикрыть его, нанеся стремительный удар из района Рава-Русской в направлении на Фрамполь.
23 июля 18-я армия Е. П. Журавлёва перешла в наступление в общем направлении на Отыню.
3-й Украинский фронт. Войска 3-го Украинского фронта отбили атаки пехоты и танков противника, пытавшегося ликвидировать наши плацдармы на правом берегу реки Днестр в районе западнее Бутор, Раскаецы, Пуркарь.
Совинформбюро. Войска 3-го ПРИБАЛТИЙСКОГО фронта 23 июля штурмом овладели мощным опорным пунктом обороны немцев — городом и крупным железнодорожным узлом ПСКОВ…
Северо-западнее и западнее города СЕБЕЖ наши войска вели наступательные бои, в ходе которых овладели уездным центром Латвийской ССР городом и железнодорожной станцией ЛУДЗА…
На ДВИНСКОМ направлении наши войска, развивая наступление, с боями заняли более 150 населённых пунктов… Наши войска перерезали железную дорогу и шоссе РЕЗЕКНЕ (РЕЖИЦА) — ДВИНСК.
К северо-востоку и югу от города ПАНЕВЕЖИС наши войска, продолжая наступление, с боями заняли более 200 населённых пунктов…
На БЕЛОСТОКСКОМ направлении наши войска с боями продвигались вперёд и заняли более 70 населённых пунктов…
На БРЕСТСКОМ направлении наши войска продолжали вести наступательные бои, в ходе которых овладели городом ВЛОДАВА…
Северо-западнее и западнее города ХЕЛМ (ХОЛМ) наши войска, развивая успешное наступление, с боями заняли более 300 населённых пунктов… Наши войска ворвались в город ЛЮБЛИН, где завязали уличные бои.
Западнее и юго-западнее города ВЛАДИМИР ВОЛЫНСКИЙ наши войска вели успешные наступательные бои, в ходе которых овладели городом и железнодорожной станцией ГРУБЕШУВ…
К западу от города РАВА РУССКАЯ наши войска, развивая успешное наступление, овладели городом ТАРНОГРУД… Наши войска на ряде участков вышли к реке САН.
Юго-западнее города БРОДЫ наши войска завершили ликвидацию окружённой группировки противника. По предварительным данным, за время операции по ликвидации окружённых войск противника взято в плен свыше 15.000 немецких солдат и офицеров… Противник оставил на поле боя свыше 30.000 трупов своих солдат и офицеров…
Западнее и юго-западнее города ТАРНОПОЛЬ наши войска, развивая успешное наступление, с боями заняли более 150 населённых пунктов… Наши войска вышли к реке ГНИЛАЯ ЛИПА на всём её протяжении.

## 24 июля1944 года. 1129-й день войны
Нарвская операция (1944). Началась Нарвская наступательная операция войск Ленинградского фронта, продолжавшаяся до 30 июля. В 8.30 войска Ленинградского фронта, после артиллерийской подготовки, перешли в наступление на центральном участке Нарвского направления и на отдельных участках вклинились в оборону противника до 500 метров.
Псковско-Островская операция. Войска 3-го Прибалтийского фронта продолжали наступление в направлениях Ирбоска, Алукаснэ, Балви и продвинулись вперёд до 8 километров.
Режицко-Двинская операция. Войска 2-го Прибалтийского фронта наступали в направлениях Резекне, Даугавпилс и на отдельных участках продвинулись за день на 3—15 километров.
Шяуляйская операция. Войска 1-го Прибалтийского фронта, продолжая наступление на Шяуляйском направлении, продвинулись вперёд за день на 10—20 километров. К вечеру 24 июля 4-я ударная армия обошла Даугавпилс с севера и прорвались на его западную окраину. 43-я армия в течение дня вела напряжённые бои с контратакующим противником и на левом фланге под его давлением отошла на рубеж Юнейки, Кепуры, Скапишкис, Микишки.
3-й Белорусский фронт. 39-я армия 3-го Белорусского фронта в ночь на 24 июля форсировала реку Свента и овладела городом Укмерге.
Белостокская операция. В 7.00 50-я армия 2-го Белорусского фронта перешла в наступление и, преодолевая сопротивление и контратаки противника, полностью овладела южной частью Гродно. 49-я армия овладела городом Сокулка (Соколка). 3-я армия, отбив несколько контратак пехоты и танков противника, к 18.00 вела бой на подступах к городу Белосток.
Люблин-Брестская операция. 65-я армия 1-го Белорусского фронта вела бои по уничтожению прорвавшейся группировки противника в районе Черемха. В центре и на левом крыле фронта советские войска продолжали наступление в направлениях Брест, Седлец, Красностав. 11-й танковый корпус овладел городом Луков и наступал в направлении Седлец. 2-я танковая армия возобновила наступление в направлениях Демблин, Пулавы.
Львовско-Сандомирская операция. С 24 июля развернулось концентрическое наступление на Львов. 60-я армия 1-го Украинского фронта наступала с востока и северо-востока. 10-й гвардейский танковый корпус 4-й танковой армии вёл бой в городе. Западнее Львова из района Яворова 3-я гвардейская танковая армия развернула наступление на двух противоположных направлениях: на Львов — с запада и на Перемышль — с востока.
Немецкое командование 24 июля начало выводить свои части из Львова на Самбор.
И. С. Конев приказывает конно-механизированной группе В. К. Баранова и 1-й гвардейской танковой армии нанести удар в общем направлении на Перемышль, где организовать прочную оборону фронтом на восток и не допустить отхода противника за реку Сан.
Совинформбюро. В течение 24 июля западнее и юго-западнее города ПСКОВ наши войска продолжали вести наступательные бои, в ходе которых заняли более 60 населённых пунктов…
Северо-западнее и западнее города СЕБЕЖ наши войска с боями продвигались вперёд и заняли более 100 населённых пунктов…
На ДВИНСКОМ направлении наши войска вели наступательные бои, в ходе которых заняли более 80 населённых пунктов…
Северо-восточнее и южнее города ПАНЕВЕЖИС наши войска, продолжая наступление, овладели уездным центром Литовской ССР городом и железнодорожной станцией УКМЕРГЕ…
На БЕЛОСТОКСКОМ направлении наши войска овладели районным центром Белостокской области городом СОКОЛКА…
На БРЕСТСКОМ направлении наши войска, отражая контратаки пехоты и танков противника, продолжали вести наступательные бои, в ходе которых заняли более 80 населённых пунктов…
Войска 1-го БЕЛОРУССКОГО фронта, развивая успешное наступление, овладели городом и крупным железнодорожным узлом ЛЮБЛИН, городом и железнодорожным узлом ЛУКОВ… Наши войска перерезали железную дорогу БРЕСТ — ВАРШАВА.
К западу и юго-западу от города ГРУБЕШУВ наши войска, продолжая успешное наступление, овладели городом БИЛГОРАЙ…
К западу от города РАВА РУССКАЯ наши войска вышли к реке САН на фронте 80 километров, заняв при этом более 60 населённых пунктов… Наши войска на ряде участков форсировали реку Сан.
На ЛЬВОВСКОМ направлении наши войска вели успешные наступательные бои, в ходе которых овладели районными центрами Львовской области городом ЖОЛКЕВ, городом ЯВОРОВ, районными центрами Дрогобычской области городами и железнодорожными станциями СУДОВАЯ ВИШНЯ, МОСЦИСКА… Наши войска перерезали железную дорогу и шоссе ЛЬВОВ — ПЕРЕМЫШЛЬ.
По уточнённым данным, за время операции по ликвидации окружённых войск противника юго-западнее города БРОДЫ взято в плен 17.175 немецких солдат и офицеров…
Юго-западнее города ЗОЛОЧЕВ наши войска овладели районным центром Станиславской области городом РОГАТИН, форсировали реку ДНЕСТР и овладели городом и железнодорожной станцией ГАЛИЧ.
Потери противника и трофеи войск 1-го Прибалтийского, 1-го, 2-го и 3-го Белорусских фронтов за время наступательных операций с 23 июня по 23 июля сего года
…потери немцев по главным видам боевой техники и живой силе составляют: убитыми более 381.000 солдат и офицеров, самолётов — 631, танков и самоходных орудий — 2.735, орудий разных калибров — 8.702, миномётов — 5.695, пулемётов — 23.071, автомашин — 57.152. Взято в плен — 158 480 немецких солдат и офицеров и в том числе двадцать два немецких генерала…

## 25 июля1944 года. 1130-й день войны
Нарвская операция (1944). 2-я ударная армия Ленинградского фронта перешла в наступление на Нарвском направлении и, форсировав реку Нарва, овладела Нарва-Иыэсу.
Псковско-Островская операция. Войска 3-го Прибалтийского фронта продолжали наступление в направлениях Петсери, Алукснэ и продвинулись за день на 2—10 километров.
Режицко-Двинская операция. Войска 2-го Прибалтийского фронта на правом крыле и в центре встретили упорное сопротивление противника и имели незначительное продвижение, на левом крыле, продвинувшись на 12 километров, перерезали шоссе и железную дорогу Даугавпилс — Рига.
Шяуляйская операция. Войска 1-го Прибалтийского фронта, отбивая контратаки противника, вели наступательные бои в направлениях Даугавпилс, Шяуляй и незначительно продвинулись вперёд.
3-й Белорусский фронт. Войска 3-го Белорусского фронта частью сил правого крыла вели наступательные бои в направлении Каунас, но встретив упорное сопротивление противника, существенного продвижения не имели.
Белостокская операция. 50-я армия 2-го Белорусского фронта, сбивая усиленные отряды прикрытия противника, продвинулась за день на 3—16 километра и вышла к реке Сидра. 3-я армия вела наступательные бои в направлении Белосток.
Люблин-Брестская операция. Войска 1-го Белорусского фронта на правом крыле отбивали сильные танковые атаки противника из района южнее Семятичи в северном направлении, в центре и на левом крыле продолжали развивать наступление и продвинулись до 25 километров. 2-й гвардейский кавалерийский корпус и 11-й танковый корпус подошли к Седлец и завязали бои на окраинах города. 2-я танковая армия вышла к реке Висла и в результате упорного боя овладела на восточном берегу реки городами Демблин и Пулавы. 8-я гвардейская армия, совместно с частями 3-го танкового корпуса, вела бой по очищению от противника города Пулавы.
Львовско-Сандомирская операция. Войска 1-го Украинского фронта, развивая наступление на Львов, овладели городами Красностав, Замостье, Улянув, Янов, Городок, Рудки, Тлумач, Отыня, Надворная и вели бои за расширение плацдармов на западном берегу реки Сан в районах города Лежайск, севернее и южнее Ярослав. С 25 июля конно-механизированная группа генерала Соколова и 3-я гвардейская армия Гордова выдвигались в район Красника, в тыл красноставской группировки противника.
Совинформбюро. В течение 25 июля юго-западнее города ПСКОВ наши войска с боями заняли более 40 населённых пунктов…
На ДВИНСКОМ направлении наши войска, отражая контратаки противника, продолжали вести наступательные бои, в ходе которых заняли более 20 населённых пунктов… Наши войска перерезали железную дорогу ДВИНСК — РИГА.
На БЕЛОСТОКСКОМ направлении наши войска с боями продвигались вперёд и заняли более 60 населённых пунктов…
К северу и западу от города ЛЮБЛИН наши войска, развивая успешное наступление, с боями заняли более 200 населённых пунктов…
Западнее и юго-западнее города ХЕЛМ (ХОЛМ) наши войска вели успешные наступательные бои, в ходе которых овладели городом КРАСНОСТАВ, городом ЗАМОСТЬЕ…
На ЛЬВОВСКОМ направлении наши войска, развивая наступление, овладели районными центрами Львовской области городом ЯНОВ, городом ГОРОДОК, СОКОЛЬНИКИ, районным центром Дрогобычской области городом РУДКИ… Наши войска завершили окружение войск противника в районе города ЛЬВОВ и завязали бои на окраинах города…
На СТАНИСЛАВСКОМ направлении наши войска вели наступательные бои, в ходе которые овладели районными центрами Станиславской области БОЛЬШОВЦЫ, ЖОВТЕНЬ, ОТЫНЯ…

## 26 июля1944 года. 1131-й день войны
Нарвская операция (1944). Войска Ленинградского фронта освободили город Нарву и углубили плацдарм на западном берегу реки Нарвы до 20 километров.
Псковско-Островская операция. Войска 3-го Прибалтийского фронта наступали в направлениях Петсери, Алуксне и за день боёв продвинулись вперёд на 2—8 километров.
Режицко-Двинская операция. Войска 2-го Прибалтийского фронта, встречая сильное огневое сопротивление и неоднократные контратаки противника, на правом крыле и в центре вели безуспешные наступательные бои, левым крылом продвинулись вперёд на 2—14 километров.
Шяуляйская операция. Войска 1-го Прибалтийского фронта на Двинском направлении, встретив ожесточённое сопротивление противника, имели незначительное продвижение. На Шяуляйском направлении 51-я армия продвинулась вперёд до 40 километров. 3-й гвардейский Сталинградский механизированный корпус В. Т. Обухова продвинулся до 70 километров, перерезал шоссейную и железную дороги Рига—Шяуляй, вышел к юго-восточной окраине Шяуляя и начал обходить город с севера.
3-й Белорусский фронт. Войска 3-го Белорусского фронта частью сил правого крыла продолжали вести наступательные бои на Каунасском направлении и продвинулись вперёд от 2 до 10 километров.
Белостокская операция. Войска 2-го Белорусского фронта, встречая сильное огневое сопротивление и многочисленные контратаки пехоты и танков противника, наступали в направлениях Суховоля, Белосток. 50-я армия частью сил форсировала реку Сидра. 3-я армия к 21.00 ворвались на юго-восточную окраину города Белосток.
Люблин-Брестская операция. Войска 1-го Белорусского фронта на правом крыле вели ожесточённые бои с противником, наступавшим из района Бельск в юго-восточном направлении и из района юго-восточнее Семятичи вдоль железной дороги на север. В центре и на левом крыле фронта советские войска, продолжая развивать наступление, продвинулись вперёд до 25 километров.
Львовско-Сандомирская операция. 26 июля 60-я армия 1-го Украинского фронта завязала бои в предместьях Львова. Части 4-го гвардейского танкового корпуса генерала П. П. Полубоярова, действуя вдоль шоссе Миклашув—Львов, в 23 часа 26 июля ворвались на восточную окраину города, где соединились с 10-м гвардейским танковым корпусом 4-й танковой армии.
7-й гвардейский танковый корпус 3-й гвардейской танковой армии перешёл в наступление на Львов с запада, но, достигнув населённого пункта Городок, встретил организованное сопротивление противника и дальше продвинуться не смог. Одновременно 6-й гвардейский танковый корпус 3-й гвардейской танковой армии наступал на Перемышль.
Совинформбюро. Войска ЛЕНИНГРАДСКОГО фронта, перейдя в наступление в районе НАРВЫ, прорвали сильно укреплённую, глубоко эшелонированную оборону противника и в результате умелого обходного манёвра и фронтальной атаки 26 июля штурмом овладели городом и крепостью НАРВА…
Юго-западнее города ПСКОВ наши войска с боями заняли 30 населённых пунктов…
К северо-западу и югу от города ПАНЕВЕЖИС наши войска вели наступательные бои, в ходе которых заняли более 150 населённых пунктов…
Войска 1-го БЕЛОРУССКОГО фронта в результате стремительной атаки танковых соединений и пехоты штурмом овладели крупным железнодорожным узлом и мощным опорным пунктом обороны немцев на реке Висле — городом и крепостью ДЕМБЛИН (ИВАНГОРОД)…
Северо-западнее и западнее города ЗАМОСТЬЕ наши войска, продолжая наступление, с боями заняли более 80 населённых пунктов…
В районе ЛЬВОВА наши войска вели бои по уничтожению окружённых войск противника.
На СТАНИСЛАВСКОМ направлении наши войска, развивая успешное наступление, овладели районными центрами Станиславской области городами БУРШТЫН, ТЛУМАЧ, ТЫСМЕНИЦА, НАДВОРНАЯ, ДЕЛЯТИН…

## 27 июля1944 года. 1132-й день войны
Псковско-Островская операция. Войска левого крыла 3-го Прибалтийского фронта продолжали наступление в направлении Алуксне.
Режицко-Двинская операция. Войска 2-го Прибалтийского фронта овладели городом Резекне (Режица). 4-я ударная армия и 6-я гвардейская армия 1-го Прибалтийского фронта в 8 часов 30 минут штурмом овладели городом Даугавпилс (Двинск). Завершилась Режицко-Двинская операция.
Шяуляйская операция. 6-я гвардейская армия 1-го Прибалтийского фронта с утра перешла в наступление на Двинском направлении и, преодолев сопротивление противника, продвинулась вперёд на 10—15 километров. В ночь на 27 июля 3-й гвардейский Сталинградский механизированный корпус полностью блокировал все подступы к городу Шяуляй. Вечером 27 июля корпус, во взаимодействии с частями 51-й армии, ударом с севера и востока овладел городом.
3-й Белорусский фронт. Войска 3-го Белорусского фронта, частью сил правого крыла, продолжали наступательные бои на Каунасском направлении и продвинулись вперёд на 2—6 километров.
Белостокская операция. Войска 2-го Белорусского фронта продолжали наступление в направлениях Суховоля и Белосток. На правом крыле и в центре фронта существенного продвижения не имели. На левом крыле фронта 3-я армия овладела городом Белосток. Завершилась Белостокская операция.
Люблин-Брестская операция. 28-я армия и 61-я армия 1-го Белорусского фронта на Брестском направлении вышли к реке Западный Буг северо-западнее города. 70-я армия В. С. Попова форсировала реку южнее города, обошла Брест с юго-запада и завершила окружение противника. На левом крыле фронта 2-я танковая армия, преследуя отходившего противника, продвинулись вперёд до 25 километров и заняла город Гарволин.
Львовско-Сандомирская операция. На рассвете 27 июля 3-я гвардейская танковая армия 1-го Украинского фронта перешла в наступление на Львов с запада. 60-я армия силами 23-го стрелкового корпуса атаковала город с севера, 28-м корпусом — с востока и 106-м — с юго-востока. 10-й гвардейский танковый корпус 4-й танковой армии продолжал вести напряжённые бои в городе. 38-я армия наступала южнее Львова. Утром 27 июля Львов был полностью освобождён. Разгромленные немецкие части отходили к Самбору.
6-й гвардейский танковый корпус И. И. Якубовского 3-й гвардейской танковой армии, совместно с 53-й и 22-й бригадами 1-й гвардейской танковой армии, 27 июля ночным штурмом взяли город Перемышль.
1-я гвардейская армия А. А. Гречко при содействии 18-й армии к утру 27 июля освободила город Станислав.
Группа армий «Северная Украина» была рассечена на две части, отходившие к реке Висле и к Карпатам.
27 июля Москва дважды салютовала войскам 1-го Украинского фронта, овладевшим Львовом и Станиславом.
Совинформбюро. В течение 27 июля юго-западнее города ПСКОВ наши войска с боями продвигались вперёд и овладели районным центром Ленинградской области ПАЛКИНО…
Войска 2-го ПРИБАЛТИЙСКОГО фронта, развивая наступление, 27 июля штурмом овладели мощными опорными пунктами обороны немцев — городами и важными железнодорожными узлами ДАУГАВПИЛС (ДВИНСК) и РЕЗЕКНЕ (РЕЖИЦА…
Войска 1-го ПРИБАЛТИЙСКОГО фронта в результате стремительного удара танковых соединений и пехоты 27 июля овладели городом и крупным железнодорожным узлом ШАУЛЯЙ (ШАВЛИ)…
Войска 2-го БЕЛОРУССКОГО фронта, после двухдневных боёв, 27 июля, штурмом овладели городом и крупным промышленным центром БЕЛОСТОК…
На БРЕСТСКОМ направлении наши войска вели наступательные бои, в ходе которых заняли более 50 населённых пунктов…
К северу и западу от города ЛЮБЛИН наши войска, развивая успешное наступление, овладели городами МЕНДЗЫЖЕЦ, ЖЕЛЕХУВ, ГАРВОЛИН… Наши войска вели уличные бои в городе СЕДЛЕЦ.
К западу от города ЗАМОСТЬЕ наши войска вели наступательные бои, в ходе которых овладели городами ТУРОБИН, ЯНУВ, КРАСНИК…
К западу от города ЛЮБАЧЕВ наши войска вели успешные наступательные бои по расширению плацдармов на западном берегу реки САН и овладели городами РУДНИК, ЛЕЖАЙСК, СОКОЛУВ, ПШЕВУРСК, РАДЫМНО…
Войска 1-го УКРАИНСКОГО фронта, развивая успешное наступление, 27 июля овладели крупным железнодорожным узлом и стратегически важным опорным пунктом обороны немцев — крупным хозяйственно-политическим центром и областным городом Украины — ЛЬВОВ, крупным железнодорожным узлом и важным опорным пунктом обороны немцев в предгорьях Карпат — областным центром Украины городом СТАНИСЛАВ…

## 28 июля1944 года. 1133-й день войны
Ставка Верховного Главнокомандования. Ставка Верховного Главнокомандования 28 июля в своих директивах поставила войскам фронтов задачи на дальнейшее наступление.
Псковско-Островская операция. Войска левого крыла 3-го Прибалтийского фронта продолжали наступление в направлении Гулбено, продвинувшись за день на 3—4 километра.
Мадонская операция. Началась Мадонская наступательная операция войск 2-го Прибалтийского фронта, продолжавшаяся до 28 августа. Войска 2-го Прибалтийского фронта продолжали развивать наступление в общем направлении на Мадона и продвинулись вперёд на 20—30 километров.
Шяуляйская операция. Войска 1-го Прибалтийского фронта продолжали наступление в направлениях Субата, Елгава (Метава), Куршенай, Расейняй. 3-й гвардейский Сталинградский механизированный корпус в ночь на 28 июля продолжал развивать наступление вдоль шоссе на Елгаву. С 6.00 части 9-й гвардейской мотострелковой бригады вышли на южную окраину Елгава, где встретили сильное сопротивление пехоты и танков противника.
Каунасская операция. Началась Каунасская наступательная операция войск 3-го Белорусского фронта, продолжавшаяся до 28 августа (см. карту — Каунасская операция (86 КБ)). Войска правого крыла 3-го Белорусского фронта продолжали наступление на Каунасском направлении и продвинулись за день на 6—15 километров. Противник на подступах к Жеймы оказывал сильное сопротивление и контратаковал советские части.
2-й Белорусский фронт. Войска 2-го Белорусского фронта в центре продолжали наступление в направлении Осовец, продвинувшись за день на 4—8 километров.
Люблин-Брестская операция. 28-я армия 1-го Белорусского фронта, во взаимодействии с 61-й армией и 70-й армией, овладела городом Брест. 70-я армия овладела южной частью города Брест и в течение дня отражала многочисленные контратаки противника. Противник, пытаясь пробиться из окружения, ценою больших потерь на отдельных участках потеснил части армии.
2-й гвардейский кавалерийский корпус и 11-й танковый корпус в течение дня, отражая многочисленные контратаки противника, продолжали вести бой за овладение городом Седлец. 2-я танковая армия, преодолевая возросшее сопротивление противника, продолжала наступление вдоль Варшавского шоссе. 69-я армия вышла на восточный берег реки Висла.
Львовско-Сандомирская операция. Войска 1-го Украинского фронта продолжали развивать наступление на прежних направлениях и продвинулись вперёд на 35 километров. 28—30 июля 1-я гвардейская армия, встречая возросшее сопротивление противника, медленно продвигались в общем направлении на Дрогобыч. Немцы на отдельных участках переходили в ожесточённые контратаки. 28 июля им удалось потеснить части 30-го стрелкового корпуса и овладеть городом Калуш.
Совинформбюро. В течение 28 июля севернее города ДАУГАВПИЛС (ДВИНСК) наши войска, развивая наступление, с боями заняли более 350 населённых пунктов…
К югу от города ДАУГАВПИЛС (ДВИНСК) наши войска вели наступательные бои, в ходе которых заняли более 60 населённых пунктов…
К северу и югу от города ШАУЛЯЙ наши войска с боями продвигались вперёд и заняли более 150 населённых пунктов…
Войска 1-го БЕЛОРУССКОГО фронта, в результате умелого обходного манёвра и атаки с фронта, 28 июля овладели областным центром Белоруссии городом и крепостью БРЕСТ (БРЕСТ-ЛИТОВСК) — оперативно важным железнодорожным узлом и мощным укреплённым районом обороны немцев на Варшавском направлении… Наши войска окружили группировку противника в составе трёх дивизий западнее города БРЕСТ, прижали её к реке ЗАПАДНЫЙ БУГ и вели бои по её уничтожению.
Северо-западнее и западнее города ЛЮБЛИН наши войска, развивая успешное наступление, с боями заняли более 300 населённых пунктов…
Войска 1-го УКРАИНСКОГО фронта, форсировав реку САН, прорвали оборону противника и в результате обходного манёвра танков, конницы и пехоты овладели крупными железнодорожными узлами и важными опорными пунктами обороны немцев — городом и крепостью ПЕРЕМЫШЛЬ и городом ЯРОСЛАВ.
Наши войска при ликвидации окружённых частей противника в районе города ЛЬВОВ захватили следующие трофеи: танков — 35, орудий разных калибров — 250… Взято в плен 3.500 немецких солдат и офицеров. Противник оставил на поле боя более 8.000 трупов своих солдат и офицеров.
Западнее и юго-западнее города СТАНИСЛАВ наши войска овладели районными центрами Станиславской области городом ПЕРЕГИНСКО, городом СОЛОТВИН…

## 29 июля1944 года. 1134-й день войны
Выборгско-Петрозаводская операция (1944) Войска Карельского фронта в течение 29 июля продолжали вести наступательные бои на Иломантском направлении.
Нарвская операция (1944). Войска Ленинградского фронта частью сил вели наступательные бои в общем направлении вдоль шоссе и железной дороги Нарва—Иыхви.
Псковско-Островская операция. Войска левого крыла 3-го Прибалтийского фронта вели наступательные бои в направлении Алукснэ.
Мадонская операция. Войска левого крыла 2-го Прибалтийского фронта продолжали наступление в направлении Крустпилс и продвинулись на 6—16 километров.
Шяуляйская операция. Войска 1-го Прибалтийского фронта развивали наступление в направлениях Субата, Бауска, Елгава (Митава) и продвинулись вперёд на 20—40 километров. 2-я гвардейская армия отражала контратаки пехоты и танков противника в районах Гринкишки, Гудзюны.
Каунасская операция. Войска 3-го Белорусского фронта наступали в направлениях Каунас, Мариямполе, Сувалки и продвинулись до 20 километров. Противник мощным огнём и контратаками сдерживал наступающие части.
2-й Белорусский фронт. Войска 2-го Белорусского фронта частями центра продолжали наступление в направлении Осовец, продвинувшись за день на 12—18 километров.
Люблин-Брестская операция. 2-я танковая армия 1-го Белорусского фронта, обходя опорные пункты противника, продолжала наступление в направлении Варшава. Передовые отряды 69-й армии на подручных средствах форсировали реку Висла и в течение дня вели бой за расширение плацдармов. 28-я армия, во взаимодействии с частями 70-й армии, закончила ликвидацию окружённой группировки противника в районе западнее Бреста.
Львовско-Сандомирская операция. Во второй половине дня 29 июля авангардные дивизии 3-й гвардейской армии, 13-й армии и 1-й гвардейской танковой армии 1-го Украинского фронта вышли к Висле на фронте Аннополь — Баранув и начали переправляться через неё. В ходе упорных боёв 1-я гвардейская танковая армия 29 июля снова заняли город Калуш.
Совинформбюро. В течение 29 июля северо-западнее и западнее города РЕЗЕКНЕ (РЕЖИЦА) наши войска вели наступательные бои, в ходе которых заняли более 400 населённых пунктов…
Западнее города ДАУГАВПИЛС (ДВИНСК) наши войска с боями овладели уездным центром Латвийской ССР городом ИЛУКСТЭ, уездным центров Литовской ССР городом ЗАРАСАЙ…
Северо-восточнее и севернее города ШАУЛЯЙ (ШАВЛИ) наши войска с боями продвигались вперёд и заняли более 200 населённых пунктов…
Западнее и юго-западнее города УКМЕРГЕ наши войска вели наступательные бои, в ходе которых овладели городом ИОНАВА…
Западнее и юго-западнее города ГРОДНО наши войска с боями заняли более 80 населённых пунктов…
Западнее города БРЕСТ наши войска вели успешные бои по ликвидации окружённой группировки противника… Противник предпринимал отчаянные попытки прорвать кольцо окружения, но был отбит, понеся при этом большие потери в живой силе и технике.
К югу от города ДЕМБЛИН наши войска полностью очистили от противника восточный берег реки ВИСЛА до устья реки САН, заняв при этом более 150 населённых пунктов.
Северо-западнее и западнее города ПЕРЕМЫШЛЬ наши войска продолжали вести наступательные бои, в ходе которых заняли более 200 населённых пунктов…
Юго-западнее и южнее города ЛЬВОВ наши войска, продолжая наступление, овладели районным центром Львовской области городом и железнодорожной станцией ШИРЕЦ, районными центрами Дрогобычской области городами и железнодорожными станциями НИКОЛАЕВ и ХОДОРОВ…
Западнее города СТАНИСЛАВ наши войска овладели районным центром Станиславской области городом и железнодорожной станцией РОЖНЯТОВ…

## 30 июля1944 года. 1135-й день войны
Выборгско-Петрозаводская операция (1944) Войска Карельского фронта продолжали вести наступательные бои на Иломантском и Вяртсилском направлениях, незначительно продвинувшись вперёд.
Нарвская операция (1944). Войска Ленинградского фронта частью сил вели наступательные бои к западу от города Нарва, но встретив упорное сопротивление противника, существенных результатов не добились. Завершилась Нарвская операция.
Псковско-Островская операция. Войска 3-го Прибалтийского фронта продолжали наступление в направлениях Петсери, Алукснэ, Гульбенэ и продвинувлись на 10 — 15 километров.
Мадонская операция. Войска 2-го Прибалтийского фронта, продолжая наступление, продвинулись за день на 3—10 километров.
Шяуляйская операция. Войска 1-го Прибалтийского фронта развивали наступление в направлениях Субата, Скайсткалне, Елгава (Митава), Кедайняй и продвинулись вперёд на 15 — 25 километров. 3-й гвардейский Сталинградский механизированный корпус С. Д. Кремера продолжал штурм города Елгава, его 8-я гвардейская мотострелковая бригада, совершив с боями 100 километровый марш, к 12.00 ударом с юго-востока овладела городом Тукумс, перерезав тем самым железную и шоссейную дороги, соединяющие Прибалтику с Восточной Пруссией. Передовые отряды бригады вышли на побережье Рижского залива в районе Клапкалнс. Немецкая группа армий «Север» оказалась отрезанной от с группы армий «Центр» и Восточной Пруссии.
Противник оказывал упорное сопротивление наступавшим войскам фронта, особенно в районе севернее Биржай, Бауска, Елгава. На левом крыле фронта противник неоднократными контратаками пытался прорвать наш фронт на участке Гринкишки, Сурвелишки.
Каунасская операция. Войска 3-го Белорусского фронта, развивая наступление в направлениях Каунас, Мариямполе, Сувалки, продвинулись на 3—30 километров. Войска фронта вели бои на ближних подступах к городу Каунас. 2-й гвардейский танковый корпус стремительным ударом прорвался в район Козлова Руда, Пильвишки, Сургуце и перерезал шоссе Каунас—Мариямполе.
2-й Белорусский фронт. Войска 2-го Белорусского фронта продолжали наступление в направлениях Осовец, Ломжа, продвинувшись в центре и на левом крыле на 6—15 километров. Передовые отряды 50-й армии форсировали реку Бжозувка в районе Карповиче.
Люблин-Брестская операция. Войска 1-го Белорусского фронта продолжали наступление в направлениях Цехановец, Соколув-Подляски, Варшава и продвинулись вперёд до 15 километров. 48-я армия с утра возобновила наступление и овладела городом Бельск. Конно-механизированная группа в течение дня продолжала вести упорные бои в городе Седлец. 2-я танковая армия развивала наступление в направлении Варшава и овладела городом Отвоцк. 69-я армия вела бои за овладение и расширение захваченных плацдармов на западном берегу реки Висла и продолжала форсировать реку.
Львовско-Сандомирская операция. Войска 1-го Украинского фронта продвинулись вперёд до 15 километров, на правом крыле вышли к реке Висла. 3-я гвардейская армия, взаимодействуя с конно-механизированной группой генерала Соколова, 30 июля захватили три небольших плацдарма севернее и южнее Аннополя. Но в дальнейшем эти плацдармы расширены не были. 13-я армия и 1-я гвардейская танковая армия к исходу дня захватили и расширили плацдарм до 12 километров по фронту и до 8 километров в глубину.
18-я армия в течение 28—30 июля преследовала противника и овладела железнодорожной станцией Долина, перерезав шоссейную дорогу, ведущую через Карпаты в Венгерскую равнину.
Ставка Верховного Главнокомандования. Ставка Верховного Главнокомандования решила с 5 августа образовать из войск левого крыла 1-го Украинского фронта для действий в Карпатах 4-й Украинский фронт.
Совинформбюро. В течение 30 июля западнее и юго-западнее города ПСКОВ наши войска с боями продвигались вперёд и заняли более 100 населённых пунктов…
К западу от города ДАУГАВПИЛС наши войска вели наступательные бои, в ходе которых заняли более 80 населённых пунктов…
Северо-восточнее и севернее города ШАУЛЯЙ (ШАВЛИ) наши войска, развивая успешное наступление, овладели уездным центром Литовской ССР городом и железнодорожной станцией БИРЖАЙ, уездным центром Латвийской ССР городом и железнодорожной станцией БАУСКА…
Севернее и южнее города АЛИТУС наши войска, перейдя в наступление с плацдармов на западном берегу реки НЕМАН, прорвали оборону противника на фронте в 110 километров и, продвинувшись вперёд до 25 километров, с боями заняли более 300 населённых пунктов…
Южнее города БЕЛОСТОК наши войска овладели важным узлом шоссейных дорог городом и крупной железнодорожной станцией БЕЛЬСК…
Западнее города БРЕСТ наши войска, продолжая наступление, с боями заняли более 200 населённых пунктов… Наши войска завершили ликвидацию окружённой группировки противника западнее города БРЕСТ. Ввиду сопротивления, большая часть окружённых немецко-фашистских частей уничтожена нашими войсками. Противник оставил на поле боя более 15.000 трупов своих солдат и офицеров. Остатки разгромленных частей противника общей численностью свыше 2.000 солдат и офицеров сдались в плен нашим войскам…
Юго-западнее города ЛЬВОВ наши войска с боями продвигались вперёд и овладели районными центрами Дрогобычской области городом КОМАРНО, КРУКЕНИЧ…
Западнее города СТАНИСЛАВ наши войска овладели районным центром Станиславской области городом ДОЛИНА…

## 31 июля1944 года. 1136-й день войны
Выборгско-Петрозаводская операция (1944) Войска Карельского фронта в течение 31 июля продолжали вести упорные наступательные бои на Иломантском и Вяртсилском направлениях.
Ленинградский фронт. Войска Ленинградского фронта частью сил вели наступательные бои к западу от города Нарва, но встретив упорное сопротивление противника, существенных результатов не добились.
Псковско-Островская операция. Войска 3-го Прибалтийского фронта продолжали наступление в направлениях Петсери, Алукснэ, продвинувшись на 10—16 километров.
Завершилась Псковско-Островская операция. Войска 3-го Прибалтийского фронта продвинулись на запад от 50 до 100 км и нанесли серьёзное поражение 18-й армии противника.
Мадонская операция. Войска 2-го Прибалтийского фронта продолжали наступление и частями правого крыла продвинулись вперёд на 8 километров.
Шяуляйская операция. Войска 1-го Прибалтийского фронта в течение 31 июля продолжали наступление в направлениях Виесите, Елгава (Митава), Расейняй. 51-я армия, во взаимодействии с частями 3-го гвардейского механизированного корпуса, штурмом овладела городом Елгава (Митава) и к исходу дня заканчивала очищать город от мелких групп противника. На правом крыле и в центре войска армии, уничтожая отдельные группы противника, к исходу дня вышли на западный берег реки Лиелупе.
Завершилась Шяуляйская операция. Советские войска разгромили шяуляйскую группировку противника.
Каунасская операция. Войска 3-го Белорусского фронта развивали успешное наступление в направлениях Каунас, Вилкавишкис, Сувалки и продвинулись вперёд на 8—30 километров. 5-я армия продолжала уничтожение последних очагов сопротивления противника в северо-западной части Каунас. 33-я армия овладела городом Мариямполе.
2-й Белорусский фронт. Войска 2-го Белорусского фронта продолжали наступление в направлениях Осовец, Ломжа и к 31 июля вышли на рубеж Августовского канала, южнее города Августова. 49-я армия передовыми отрядами форсировала реку Бжозувка. 3-я армия вышла на восточный берег р. Нарев.
Люблин-Брестская операция. Войска 1-го Белорусского фронта в течение 31 июля продолжали наступление в направлениях Брянск, Соколув-Подляски, Варшава. 2-й гвардейский кавалерийский корпус овладел городом Седлец.
2-я танковая армия прорвалась к предместью Варшавы — Праге, но была встречена контрударом сильной группировки противника (5 танковых и 2 пехотные дивизии). 3-й танковый корпус отражал контратаки пехоты противника с танками из района Прага, подвергаясь неоднократным налётам вражеской авиации. 8-й гвардейский танковый корпус частью сил овладел городами Минск Мазовецкий и Окунев.
1-я Польская армия предприняла неудачную попытку форсирования реки Висла. 69-я армия в течение дня вела напряжённый бой за расширение плацдармов на западном берегу реки Висла.
Львовско-Сандомирская операция. Войска 1-го Украинского фронта на правом крыле продолжали форсировать реку Висла и вели упорные бои за расширение захваченных плацдармов на её западном берегу. 30—31 июля 1-я гвардейская танковая армия и 3-я гвардейская танковая армия подошли к Висле в районе севернее Баранува и стали переправляться на плацдарм. Противник стремился контратаками ликвидировать плацдарм советских войск на западном берегу реки. Одновременно вражеская авиация начала наносить удары по переправам.
На левом крыле фронта противник, чтобы обеспечить отвод частей своей 1-й танковой армии в западном и юго-западном направлениях, предпринимал атаки силами до пяти дивизий, в том числе 8-й немецкой танковой и 2-й венгерской танковой дивизиями, пытаясь вернуть дорогу Долина—Людвикувка, выводившую в Венгерскую равнину.
Совинформбюро. В течение 31 июля западнее и юго-западнее города ПСКОВ наши войска продолжали вести наступательные бои, в ходе которых заняли более 80 населённых пунктов…
Северо-западнее и западнее города ДАУГАВПИЛС (ДВИНСК) наши войска успешно продвигались вперёд и с боями заняли более 300 населённых пунктов…
Войска 1-го ПРИБАЛТИЙСКОГО фронта в результате стремительного манёвра танковых соединений и пехоты 31 июля с боями овладели основным узлом коммуникаций, связывающим Прибалтику с Восточной Пруссией, — городом ИЕЛГАВА (МИТАВА).
Западнее и юго-западнее города УКМЕРГЕ наши войска вели наступательные бои, в ходе которых заняли более 200 населённых пунктов… НАШИ ВОЙСКА ВОРВАЛИСЬ В ГОРОД КАУНАС, ГДЕ ЗАВЯЗАЛИ УЛИЧНЫЕ БОИ.
Войска 3-го БЕЛОРУССКОГО фронта, развивая успешное наступление, овладели уездным центром Литовской ССР городом МАРИАМПОЛЬ, узловой железнодорожной станцией КОЗЛОВА-РУДА, а также с боями заняли более 900 других населённых пунктов…
Западнее и юго-западнее города ГРОДНО наши войска с боями продвигались вперёд и заняли более 100 населённых пунктов…
Войска 1-го БЕЛОРУССКОГО фронта после упорных боёв штурмом овладели городами и крупными узлами коммуникаций СЕДЛЕЦ и МИНСК МАЗОВЕЦКИЙ — мощными опорными пунктами обороны немцев на подступах к ВАРШАВЕ…
Юго-западнее и южнее города ПЕРЕМЫШЛЬ наши войска вели наступательные бои, в ходе которых заняли более 60 населённых пунктов…

## Перечень карт
1. Общий ход военных действий в третьем периоде войны. Декабрь 1943 г. — май 1945 г. (2,92 МБ)
2. Общий ход военных действий в летне-осенней кампании 1944 года (1,4 МБ)
3. Наступление советских войск на Карельском перешейке и в Южной Карелии (877 КБ)
4. Операции по освобождению Белоруссии. 23 июля — 29 августа 1944 года (1,5 МБ)
5. Полоцкая наступательная операция (86 КБ)
6. Минская наступательная операция (106 КБ)
7. Вильнюсская операция (117 КБ)
8. Белостокская операция (108 КБ)
9. Львовско-Сандомирская операция (91 КБ)
10. Псковско-Островская операция (89 КБ) (недоступная ссылка)
11. Шяуляйская операция (82 КБ)
12. Бои за Псков (49 КБ)
13. Люблин-Брестская операция (110 КБ)
14. Каунасская операция (86 КБ)

## Список литературы
1. ↑  Сводки, сообщения Совинформбюро и Приказы Верховного Главнокомандующего Вооруженными Силами СССР. 1941—1945 гг. Дата обращения: 24 июля 2009. Архивировано 12 августа 2010 года.
2. ↑  Жуков Г К. Воспоминания и размышления. В 2 т. — М.: Олма-Пресс, 2002 (стр. 231)
3. ↑  Операция «Багратион». Освобождение Белоруссии — М.: ОЛМА-ПРЕСС, 2004. Дата обращения: 24 июля 2009. Архивировано 16 апреля 2008 года.
4. ↑  История Великой Отечественной войны Советского Союза 1941—1945. Том четвёртый. Воениздат. МО СССР М. —1961 Архивная копия от 17 мая 2012 на Wayback Machine (стр. 185)
5. ↑  Конев И. С. Записки командующего фронтом. — М.: Наука, 1972 (стр. 249)
6. ↑  Баграмян И.X. Так шли мы к победе. — М.: Воениздат, 1977. (стр. 364)
7. ↑  Конев И. С. Записки командующего фронтом. — М.: Наука, 1972 (стр. 256)